# Segundo gobierno de Nicolás Maduro
El segundo gobierno de Nicolás Maduro, inició con la crisis presidencial de 2019, tras la juramentación de Maduro ante el Tribunal Supremo de Justicia para el periodo 2019-2025 con el Partido Socialista Unido de Venezuela (PSUV) en unas controversiales elecciones presidenciales con una abstención del 68% del padrón electoral.
En 2018 Nicolás Maduro ganó su segunda elección presidencial, esta vez sin la participación de la mayoría de los sectores de la oposición, quienes se abstuvieron de presentarse debido a sus inhabilitaciones, siendo la segunda elección sin reconocimiento de los resultados por la oposición y la primera sin el de Estados Unidos ni la Unión Europea. Después de que la Asamblea Nacional (AN) avalara el abandono del cargo por parte de Maduro, su entonces presidente, Juan Guaidó, fue proclamado como presidente encargado con reconocimiento parcial interno y externo, inicialmente de 60 países, comenzando la crisis presidencial entre Maduro y Guaidó. Tras esto, ocurrieron fuertes protestas antigubernamentales. 
A nivel legislativo, el PSUV incrementó su influencia: controló ampliamente la Asamblea Nacional Constituyente de Venezuela (ANC), que funcionó como un Congreso paralelo hasta 2020, tras ser convocada por Maduro en 2017 para reformar la constitución hecha durante el primer gobierno de Chávez, cuando se disolvió sin haber propuesto cambios. El PSUV controla desde 2020 la mayoría de la Asamblea Nacional, después de que una parte de la oposición se abstuviera de presentarse a elecciones.
A nivel económico, la crisis económica estuvo atravesada por la hiperinflación hasta 2020, la mayor en la historia de América, y en un contexto de crisis generalizada, consolidando un programa de ajuste macroeconómico financiado por China, según reportó Provea. La criptomoneda nacional petro cesó su circulación. En 2019 iniciaron las sanciones internacionales a Venezuela, en contra del gobierno.
A nivel energético, durante este periodo se profundizó la crisis energética; ocurrió la peor crisis petrolera y el mayor apagón nacional de la historia.
A nivel social, su gobierno se enfrento a las protestas de 2019 y de 2024, para mayo de 2021 aproximadamente 7 millones de venezolanos habían abandonado el país. Por otro lado, su política de salud estuvo orientada en sus primeros años a contrarrestar la pandemia del COVID-19.
Respecto a su política electoral, en junio de 2022 la empresa Smartmatic denunció al Gobierno de Venezuela por 1500 millones de dólares por fraude en junio de 2017 durante las elecciones de la Asamblea constituyente por inflar los resultados y adelantar la fecha de elección presidencial. Las elecciones de 2024 fueron cuestionadas ampliamente en Occidente y Latinoamérica, lo que trajo como consecuencia el rompimiento de relaciones con siete países de esta última región por parte del gobierno venezolano.
La política exterior de Maduro estuvo marcada por la continuación de sus alianzas con Cuba, Nicaragua, Rusia, China, Irán y Turquía, así como la ruptura de las relaciones diplomáticas con Bolivia (restablecidas en 2020), Brasil (restablecidas en 2022), Colombia (restablecidas en 2022), El Salvador, Estados Unidos, Guatemala, Honduras (restablecidas en 2022) y Paraguay (restablecidas en 2023). En 2019 se hizo efectiva la salida de Venezuela de la OEA, anunciada en 2017. El 26 de marzo de 2020, el Departamento de Justicia de Estados Unidos emitió una orden de captura contra Maduro con una recompensa de 15 millones de dólares por cargos relacionados con narcotráfico. La crisis de la Guayana Esequiba con Guyana generó gran tensión regional; el gobierno de Maduro impulsó la Ley para la Defensa de la Guayana Esequiba, que nombró el territorio formalmente como un estado más de la nación tras un referéndum relativo.
Nicolás Maduro fue proclamado de manera adelantada en 2024 para un tercer período, tras elecciones cuestionadas por parte de la comunidad internacional.
El período estuvo caracterizado por malas relaciones con su oposición. Han sido intervenidos los partidos COPEI (2015-2019), Acción Democrática (2020), Primero Justicia (2020), Voluntad Popular (2020), Movimiento Republicano (2020), Tupamaro (2020), Patria Para Todos (2020), Compromiso País (2020), Nueva Visión para mi País (2020) y el Partido Comunista de Venezuela (2023). Henri Falcón denunció lo mismo para el partido Avanzada Progresista (2022). Según la oposición, las violaciones a los derechos humanos han evidenciado el totalitarismo del gobierno venezolano y la búsqueda de un «partido único» o una «oposición controlada» en el país.

## Gabinete
Para marzo de 2023, el 42% (14 de los 33 ministerios) del gabinete de Maduro estaba conformado por militares activos o en reserva.
| Cargo                                                                                               | Titular                       | Profesión                     | Período                           | Ref.          | Notas                                                                                 |
| --------------------------------------------------------------------------------------------------- | ----------------------------- | ----------------------------- | --------------------------------- | ------------- | ------------------------------------------------------------------------------------- |
| Ministerio del Poder Popular de Planificación                                                       | Ricardo Menéndez              |                               | 17 de junio de 2014-presente      | [ 31 ]        |                                                                                       |
| Ministerio de la Defensa                                                                            | Vladimir Padrino López        | Militar                       | 3 de septiembre de 2014-presente  | [ 32 ]        |                                                                                       |
| Ministerio de Estado para la Nueva Frontera de Paz                                                  | Gerardo Izquierdo Torres      | Militar                       | 4 de septiembre de 2015-presente  | [ 33 ]        |                                                                                       |
| Ministerio del Poder Popular para la Agricultura y Tierras                                          | Wilmar Castro Soteldo         | Militar                       | 6 de enero de 2016-presente       | [ 34 ]        |                                                                                       |
| Ministerio del Poder Popular para la Cultura                                                        | Ernesto Villegas              | Periodista                    | 3 de noviembre de 2017-presente   | [ 35 ]        |                                                                                       |
| Ministerio del Poder Popular para Vivienda y Hábitat                                                | Ildemaro Villarroel Arismendi |                               | 26 de noviembre de 2017-presente  | [ 36 ]        |                                                                                       |
| Ministerio del Poder Popular para la Alimentación                                                   | Luis Medina                   | Militar                       | 2017-2019                         | [ 37 ]        |                                                                                       |
| Ministerio del Poder Popular para la Alimentación                                                   | Carlos Leal Tellería          | Militar                       | 15 de abril de 2019-presente      | [ 38 ]        |                                                                                       |
| Ministerio del Poder Popular para Ciencia, Tecnología e Innovación                                  | Hugbel Roa                    | Abogado y politólogo          | 2017-2019                         |               | Arrestado por el caso PDVSA-Cripto                                                    |
| Ministerio del Poder Popular para Ciencia, Tecnología e Innovación                                  | Freddy Brito                  |                               | 2019                              |               |                                                                                       |
| Ministerio del Poder Popular para Ciencia, Tecnología e Innovación                                  | Gabriela Jiménez Ramírez      |                               | 6 de junio de 2019-presente       | [ 39 ]        |                                                                                       |
| Ministerio del Poder Popular para la Comunicación y la Información                                  | Jorge Rodríguez               | Psiquiatra                    | 2017-2020                         |               |                                                                                       |
| Ministerio del Poder Popular para la Comunicación y la Información                                  | Freddy Ñáñez                  | Comunicador social y filósofo | 4 de septiembre de 2020-presente  | [ 40 ]        |                                                                                       |
| Ministerio del Poder Popular para la Juventud y Deportes                                            | Pedro Infante                 |                               | 2017-2020                         |               |                                                                                       |
| Ministerio del Poder Popular para la Juventud y Deportes                                            | Mervin Maldonado              |                               | 2020-2024                         | [ 41 ]        |                                                                                       |
| Ministerio del Poder Popular de Economía y Finanzas                                                 | Simón Zerpa                   |                               | 2017-2020                         |               |                                                                                       |
| Ministerio del Poder Popular de Economía y Finanzas                                                 | Delcy Rodríguez               | Abogada                       | 2020-2024                         | [ 42 ]        | Exministra de Chávez                                                                  |
| Ministerio del Poder Popular de Economía y Finanzas                                                 | Anabel Pereira                |                               | 27 de agosto de 2024-presente     | [ 43 ]        |                                                                                       |
| Ministerio del Poder Popular para el Turismo                                                        | Félix Plasencia               |                               | 2019-2020                         |               |                                                                                       |
| Ministerio del Poder Popular para el Turismo                                                        | Alí Padrón Paredes            |                               | 2020-2024                         | [ 44 ] [ 45 ] |                                                                                       |
| Ministerio del Poder Popular para el Turismo                                                        | Leticia Gómez                 |                               | 27 de agosto de 2024-presente     | [ 46 ]        | Nacida en Cuba                                                                        |
| Ministerio del Poder Popular para el Ecosocialismo                                                  | Heryck Rangel                 |                               | 2018-2019                         |               |                                                                                       |
| Ministerio del Poder Popular para el Ecosocialismo                                                  | Oswaldo Barbera Gutiérrez     |                               | 2019-2021                         |               |                                                                                       |
| Ministerio del Poder Popular para el Ecosocialismo                                                  | Josué Lorca Vega              |                               | 22 de abril de 2021-presente      | [ 47 ]        |                                                                                       |
| Ministerio del Poder Popular de Desarrollo Minero Ecológico                                         | Gilberto Pinto Blanco         |                               | 2019-2020                         |               |                                                                                       |
| Ministerio del Poder Popular de Desarrollo Minero Ecológico                                         | Magaly Henríquez              |                               | 2020-2021                         |               |                                                                                       |
| Ministerio del Poder Popular de Desarrollo Minero Ecológico                                         | William Serantes Pinto        | Militar                       | 19 de agosto de 2021-presente     | [ 48 ]        |                                                                                       |
| Ministerio del Poder Popular de Desarrollo Minero Ecológico                                         | Héctor Silva                  |                               | 18 de junio de 2024-presente      | [ 49 ]        |                                                                                       |
| Ministerio del Poder Popular para la Educación                                                      | Aristóbulo Iztúriz            | Docente                       | 2018-2021                         |               | Exministro de Chávez                                                                  |
| Ministerio del Poder Popular para la Educación                                                      | Eduardo Piñate                | Docente                       | 2021                              |               | Antes ministro del Trabajo                                                            |
| Ministerio del Poder Popular para la Educación                                                      | Yelitze Santaella             | Docente                       | 19 de agosto de 2021-presente     |               |                                                                                       |
| Ministerio del Poder Popular para Relaciones Interiores, Justicia y Paz                             | Néstor Reverol                | Militar                       | 2016-2020                         |               | Exministro de Chávez                                                                  |
| Ministerio del Poder Popular para Relaciones Interiores, Justicia y Paz                             | Carmen Meléndez               | Militar                       | 2020-2021                         |               | Exministra de Chávez                                                                  |
| Ministerio del Poder Popular para Relaciones Interiores, Justicia y Paz                             | Remigio Ceballos              | Militar                       | 2021-2024                         | [ 50 ]        |                                                                                       |
| Ministerio del Poder Popular para Relaciones Interiores, Justicia y Paz                             | Diosdado Cabello              | Militar / Ingeniero           | 2024-presente                     |               | Exministro de Chávez                                                                  |
| Ministerio del Poder Popular Para la Atención de las Aguas                                          | Rodolfo Marco Torres          | Militar                       | 13 de septiembre de 2021-presente | [ 51 ]        | Exministro de Chávez / Antes ministro de Economía                                     |
| Ministerio del Poder Popular para la Salud                                                          | Carlos Alvarado González      |                               | 2018-2022                         |               |                                                                                       |
| Ministerio del Poder Popular para la Salud                                                          | Magaly Gutiérrez              |                               | 9 de febrero de 2022-presente     | [ 52 ]        |                                                                                       |
| Ministerio del Poder Popular para los Pueblos Indígenas                                             | Aloha Núñez                   |                               | 2018-2020                         |               |                                                                                       |
| Ministerio del Poder Popular para los Pueblos Indígenas                                             | Yamilet Mirabal Calderón      |                               | 2020                              |               |                                                                                       |
| Ministerio del Poder Popular para los Pueblos Indígenas                                             | Clara Vidal                   |                               | 9 de febrero de 2022-presente     | [ 53 ]        |                                                                                       |
| Ministerio del Poder Popular para la Pesca y Acuicultura                                            | Olga Luisa Figueroa           |                               | ?-2022                            |               |                                                                                       |
| Ministerio del Poder Popular para la Pesca y Acuicultura                                            | Juan Carlos Loyo              | Economista                    | 22 de abril de 2022-presente      | [ 54 ]        | Exministro de Chávez                                                                  |
| Ministerio de Transporte Terrestre                                                                  | Hipólito Abreu                |                               | 2018-2022                         |               |                                                                                       |
| Ministerio de Transporte Terrestre                                                                  | Ramón Celestino Velázquez     | Militar                       | 16 de mayo de 2022-presente       | [ 55 ]        | Antes ministro de Ecosocialismo                                                       |
| Ministerio del Poder Popular para Relaciones Exteriores                                             | Jorge Arreaza                 | Diplomático                   | 2017-2021                         |               | Exministro de Chávez                                                                  |
| Ministerio del Poder Popular para Relaciones Exteriores                                             | Félix Plasencia               | Diplomático                   | 2021-2022                         |               | Antes ministro de Turismo                                                             |
| Ministerio del Poder Popular para Relaciones Exteriores                                             | Carlos Faría                  | Ingeniero mecánico            | 2022-2023                         |               |                                                                                       |
| Ministerio del Poder Popular para Relaciones Exteriores                                             | Yván Gil                      |                               | 6 de enero de 2023-presente       | [ 56 ]        | Antes ministro de Agricultura y Tierras                                               |
| Ministerio del Poder Popular para el Servicio Penitenciario                                         | Iris Varela                   |                               | 2018-2020                         |               | Exministra de Chávez                                                                  |
| Ministerio del Poder Popular para el Servicio Penitenciario                                         | Mirelys Contreras             |                               | 2020-2023                         |               |                                                                                       |
| Ministerio del Poder Popular para el Servicio Penitenciario                                         | Celsa Bautista                | Militar                       | 2023-2024                         | [ 57 ]        |                                                                                       |
| Ministerio del Poder Popular para el Servicio Penitenciario                                         | Julio García Zerpa            |                               | 2024-presente                     |               |                                                                                       |
| Ministerio del Poder Popular de Petróleo                                                            | Manuel Quevedo                | Militar                       | 2017-2020                         | [ 58 ]        |                                                                                       |
| Ministerio del Poder Popular de Petróleo                                                            | Tareck El Aissami             | Abogado y criminólogo         | 2020-2023                         | [ 59 ]        | Exministro de Chávez / Arrestado por el caso PDVSA-Cripto                             |
| Ministerio del Poder Popular de Petróleo                                                            | Pedro Tellechea               | Militar                       | 2023-2024                         | [ 60 ]        |                                                                                       |
| Ministerio del Poder Popular de Petróleo                                                            | Delcy Rodríguez               | Abogada                       | 27 de agosto de 2024-presente     | [ 61 ]        | Exministra de Chávez / Antes ministra de Relaciones Exteriores y ministra de Economía |
| Ministerio del Poder Popular para la Educación Universitaria                                        | César Trómpiz                 |                               | 2019-2021                         |               |                                                                                       |
| Ministerio del Poder Popular para la Educación Universitaria                                        | Tibisay Lucena                |                               | 2021-2023                         |               | Fallecida en funciones                                                                |
| Ministerio del Poder Popular para la Educación Universitaria                                        | Sandra Oblitas                | Socióloga                     | 2023-2024                         | [ 62 ]        |                                                                                       |
| Ministerio del Poder Popular para la Educación Universitaria                                        | Ricardo Sánchez               |                               |                                   |               |                                                                                       |
| Ministerio del Poder Popular para la Agricultura Urbana                                             | Greicys Barrios               |                               | 2020-2023                         | [ 63 ]        | Ministerio disuelto                                                                   |
| Ministerio del Poder Popular para la Agricultura Urbana                                             | Jhoanna Carrillo              |                               | 2023-2024                         | [ 64 ]        | Ministerio disuelto                                                                   |
| Ministerio del Poder Popular de Industrias y Producción Nacional                                    | Tareck El Aissami             | Abogado y criminólogo         | 2018-2021                         |               | Exministro de Chávez / Arrestado por el caso PDVSA-Cripto                             |
| Ministerio del Poder Popular de Industrias y Producción Nacional                                    | Jorge Arreaza                 | Diplomático                   | 2021                              |               | Exministro de Chávez                                                                  |
| Ministerio del Poder Popular de Industrias y Producción Nacional                                    | José Gregorio Biomorgi        |                               | 2021-2022                         |               |                                                                                       |
| Ministerio del Poder Popular de Industrias y Producción Nacional                                    | Juan Arias Palacio            |                               | 2022                              |               |                                                                                       |
| Ministerio del Poder Popular de Industrias y Producción Nacional                                    | Hipólito Abreu                |                               | 2022-2023                         | [ 65 ]        | Antes ministro de Transporte                                                          |
| Ministerio del Poder Popular de Industrias y Producción Nacional                                    | José Félix Rivas              |                               | 2023-2024                         | [ 66 ]        |                                                                                       |
| Ministerio del Poder Popular de Industrias y Producción Nacional                                    | Pedro Tellechea               | Militar                       | 27 de agosto de 2024-presente     | [ 67 ]        | Antes ministro de Petróleo                                                            |
| Ministerio del Poder Popular para las Comunas y los Movimientos Sociales                            | Blanca Eekhout                | Cineasta                      | 2018-2020                         |               | Exministra de Chávez / Antes ministra de la Mujer                                     |
| Ministerio del Poder Popular para las Comunas y los Movimientos Sociales                            | Noris Herrera Rodríguez       |                               | 2020-2022                         |               |                                                                                       |
| Ministerio del Poder Popular para las Comunas y los Movimientos Sociales                            | Jorge Arreaza                 | Diplomático                   | 2022-2024                         | [ 68 ]        | Exministro de Chávez                                                                  |
| Ministerio del Poder Popular para las Comunas y los Movimientos Sociales                            | Guy Vernaez                   | Matemático                    | 2024                              | [ 69 ]        |                                                                                       |
| Ministerio del Poder Popular para las Comunas y los Movimientos Sociales                            | Ángel Prado                   |                               | 2024-presente                     | [ 70 ]        |                                                                                       |
| Ministerio del Poder Popular para el Comercio Nacional                                              | Eneida Laya Lugo              |                               | 2019-2021                         |               |                                                                                       |
| Ministerio del Poder Popular para el Comercio Nacional                                              | Dheliz Álvarez                |                               | 2021-2022                         |               |                                                                                       |
| Ministerio del Poder Popular para el Comercio Nacional                                              | Antonio Morales               |                               | 2023                              | [ 71 ]        |                                                                                       |
| Ministerio del Poder Popular para el Comercio Nacional                                              | Dheliz Álvarez                |                               | 2023-2024                         |               | Segunda vez en el cargo                                                               |
| Ministerio del Poder Popular para el Comercio Nacional                                              | Luis Villegas                 | Militar                       | 3 de febrero de 2024-presente     | [ 69 ]        |                                                                                       |
| Ministerio del Poder Popular para la Mujer y la Igualdad de Género                                  | Asia Villegas Poljak          |                               | 2019-2020                         |               |                                                                                       |
| Ministerio del Poder Popular para la Mujer y la Igualdad de Género                                  | Carolys Pérez                 |                               | 2020-2021                         |               |                                                                                       |
| Ministerio del Poder Popular para la Mujer y la Igualdad de Género                                  | Margaud Godoy                 |                               | 2021-2022                         |               |                                                                                       |
| Ministerio del Poder Popular para la Mujer y la Igualdad de Género                                  | Diva Guzmán                   |                               | 2022-2024                         | [ 72 ] [ 73 ] |                                                                                       |
| Ministerio del Poder Popular para la Mujer y la Igualdad de Género                                  | Dheliz Álvarez                |                               | 2024                              | [ 69 ]        | Antes ministra de Comercio nacional                                                   |
| Ministerio del Poder Popular para la Mujer y la Igualdad de Género                                  | Jhoanna Carrillo              |                               | 27 de agosto de 2024-presente     | [ 74 ]        |                                                                                       |
| Ministerio del Poder Popular para el Proceso Social del Trabajo                                     | Eduardo Piñate                |                               | 2018-2021                         |               |                                                                                       |
| Ministerio del Poder Popular para el Proceso Social del Trabajo                                     | José Ramón Rivero             |                               | 2021-2022                         |               |                                                                                       |
| Ministerio del Poder Popular para el Proceso Social del Trabajo                                     | Francisco Torrealba           |                               | 2022-2024                         | [ 75 ]        | Segunda vez en el cargo                                                               |
| Ministerio del Poder Popular para el Proceso Social del Trabajo                                     | Alexis Corredor               |                               | 2024                              | [ 69 ]        |                                                                                       |
| Ministerio del Poder Popular para el Proceso Social del Trabajo                                     | Eduardo Piñate                |                               | 27 de agosto de 2024-presente     | [ 76 ]        | Segunda vez en el cargo / Antes ministro de Educación                                 |
| Ministerio del Poder Popular del Despacho de la Presidencia y Seguimiento de la Gestión de Gobierno | Jorge Elieser Márquez         | Militar                       | 2017-2024                         | [ 77 ]        |                                                                                       |
| Ministerio del Poder Popular del Despacho de la Presidencia y Seguimiento de la Gestión de Gobierno | Aníbal Coronado               | Militar                       | 22 de abril de 2024-presente      | [ 78 ]        |                                                                                       |
| Ministerio del Poder Popular para la Energía Eléctrica                                              | Freddy Brito                  | Ingeniero eléctrico           | 2019-2020                         |               | Antes ministro de Ciencia y Tecnología                                                |
| Ministerio del Poder Popular para la Energía Eléctrica                                              | Néstor Reverol                | Militar                       | 2020-2024                         | [ 79 ]        | Antes ministro de Relaciones Interiores                                               |
| Ministerio del Poder Popular para la Energía Eléctrica                                              | Jorge Elieser Márquez         | Militar                       | 22 de abril de 2024-presente      | [ 78 ]        | Antes ministro del Despacho de la Presidencia                                         |
| Ministerio del Poder Popular para los Adultos Mayores                                               | Rafael Argotti                |                               | 1 de julio de 2024-presente       | [ 80 ]        |                                                                                       |
| Ministerio del Poder Popular para los Adultos Mayores                                               | Magaly Gutiérrez              |                               | 27 de agosto de 2024-presente     | [ 81 ]        | Antes ministra de Salud                                                               |

## Política nacional

### Política legislativa

Composición de la asamblea nacional electa en 2020:
GPPSB
ALIANZA
AVU
APR
Escaños Indígenas (GPPSB)

Tras el referéndum consultivo relativo al territorio disputado de la Guayana Esequiba, en marzo de 2024 se aprobó la Ley Orgánica para la Defensa de la Guayana Esequiba, que declara el territorio parte de Venezuela, contemplando la creación del Estado Guayana Esequiba, así como declarar como traidores e inhabilitar políticamente a aquellos que estén a favor de Guyana.
En 2024 el oficialismo aprobó en primera discusión el proyecto de Ley contra el Fascismo en la Asamblea Nacional.

### Política judicial
El 31 de agosto de 2020 Nicolás Maduro indultó a 110 opositores presos y exiliados, periodistas y actores sociales con el «supremo compromiso» de alcanzar «la paz y la reconciliación». Entre ellos estuvieron Freddy Guevara, Freddy Superlano, Miguel Pizarro y Roberto Marrero, y el politólogo Nicmer Evans.

### Política económica

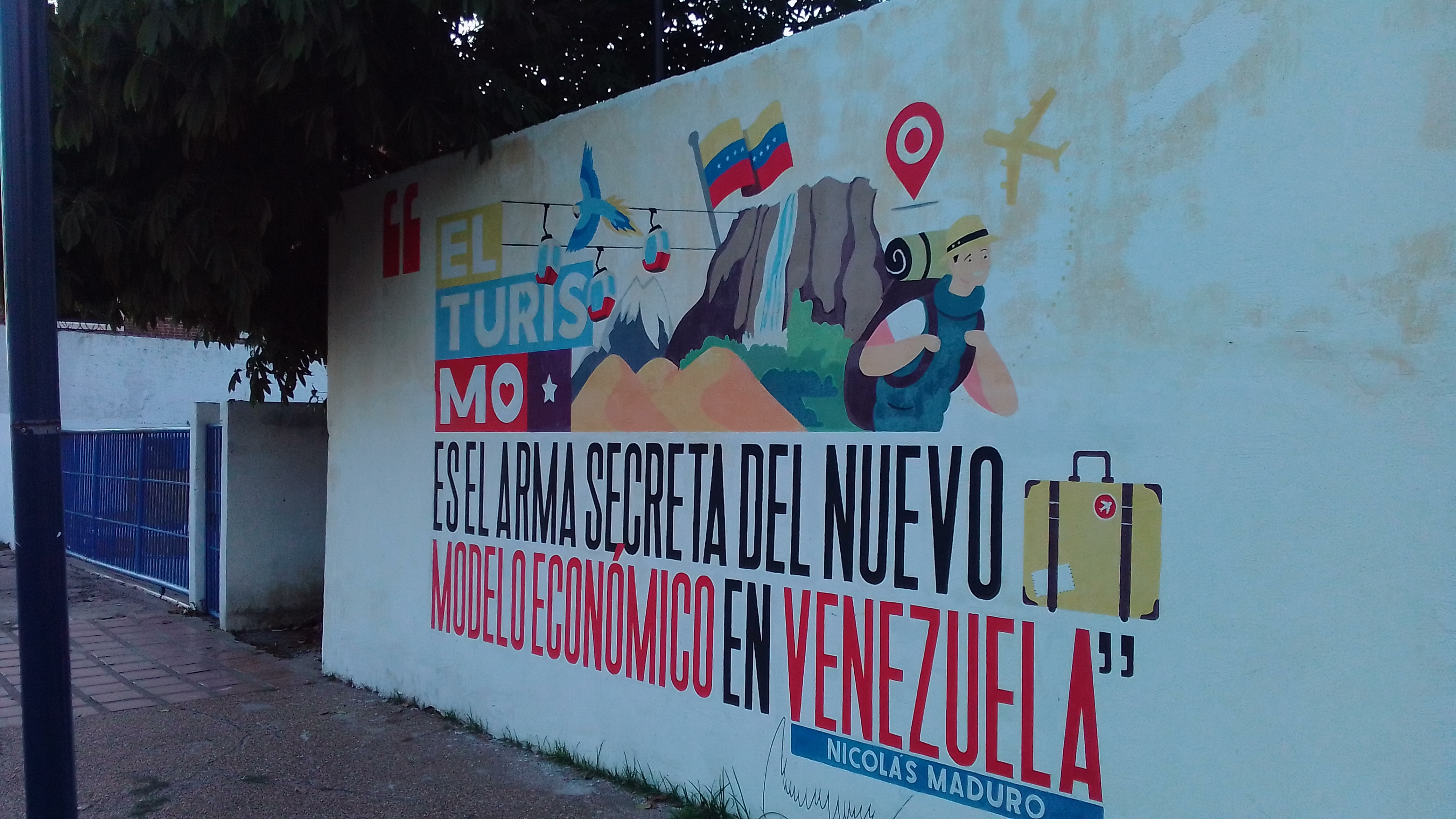
Propaganda bolivariana sobre el «nuevo modelo económico»

La dirección tomada por el gobierno llevó al país a su crisis económica más larga desde su período anterior, con un resultado de cuatro años de hiperinflación y ocho años de recesión. La continuación del control del tipo de cambio monetario, la pérdida de producción de petróleo y la corrupción fueron algunos de los temas no solucionados. La hiperinflación en Venezuela (2017-2020) fue la segunda más larga en la historia del mundo según el economista Asdrúbal Oliveros, presidente de Ecoanalítica.

#### Hiperinflación
Al comienzo del segundo gobierno de Maduro el país se encontraba en pleno desarrollo de una hiperinflación. Después de cuatro años y dos reconversiones monetarias, Venezuela salió del ciclo de hiperinflación en el que se encontraba desde noviembre de 2017 y disminuyó a comienzos de 2022. El Banco Central de Venezuela (BCV), dio a conocer que las cifras de inflación de diciembre de 2021 fueron del 7,6%; con eso se cumplían 12 meses con una variación por debajo del 50%, considerado por los expertos como el umbral de la hiperinflación. Sin embargo, Venezuela sigue teniendo la inflación más alta del mundo.

#### Deuda pública
El gobierno tomó la determinación de dejar de pagar la deuda externa cuantificada en bonos de la nación así como la deuda interna, Venezuela entró en Default desde 2017 y a la deuda vencida se ha estado incrementando con los intereses, para julio de 2021 la deuda externa atrasada era de 80 mil millones de dólares Para 2022 Venezuela tenía una deuda impaga de unos 85,000 millones de dólares.

#### PIB per cápita
Fuente: Fondo Monetario Internacional (FMI)
| 1º                                                          | Haití         | 1 441  | 1 277  | 1 235  | 1 765  | 1 643  | 1 603  | 2 120  | + 47,1 % |
| 2º                                                          | Costa Rica    | 12 428 | 12 691 | 12 163 | 12 539 | 13 239 | 16 390 | 17 860 | + 43,7 % |
| 3º                                                          | Nicaragua     | 2 008  | 1 940  | 1 952  | 2 163  | 2 371  | 2 672  | 2 877  | + 43,3 % |
| 4º                                                          | Guatemala     | 4 485  | 4 646  | 4 610  | 5 053  | 5 509  | 5 933  | 6 295  | + 40,3 % |
| 5º                                                          | R. Dominicana | 8 340  | 8 595  | 7 553  | 8 965  | 10 720 | 11 372 | 11 692 | + 40,2 % |
| 6º                                                          | México        | 9 970  | 10 259 | 8 742  | 10 180 | 11 259 | 13 641 | 13 971 | + 40,1 % |
| 7º                                                          | Honduras      | 2 489  | 2 529  | 2 332  | 2 762  | 3 033  | 3 267  | 3 446  | + 38,4 % |
| 8º                                                          | El Salvador   | 4 145  | 4 280  | 3 960  | 4 599  | 5 048  | 5 344  | 5 606  | + 35,2 % |
| 9º                                                          | Uruguay       | 18 645 | 17 686 | 15 198 | 17 149 | 19 737 | 21 656 | 23 053 | + 23,6 % |
| 10º                                                         | Panamá        | 16 181 | 16 526 | 13 342 | 15 540 | 17 409 | 18 725 | 19 369 | + 19,7 % |
| 11º                                                         | Perú          | 7 210  | 7 251  | 6 328  | 6 852  | 7 314  | 7 912  | 8 315  | + 15,3 % |
| 12º                                                         | Colombia      | 6 923  | 6 540  | 5 363  | 6 231  | 6 681  | 6 962  | 7 917  | + 14,3 % |
| 13º                                                         | Venezuela     | 3 529  | 2 624  | 1 566  | 2 090  | 3 421  | 3 737  | 4 018  | + 13,8 % |
| 14º                                                         | Brasil        | 9 281  | 9 010  | 7 057  | 7 951  | 9 256  | 10 267 | 10 296 | + 10,9 % |
| 15º                                                         | Bolivia       | 3 588  | 3 591  | 3 172  | 3 449  | 3 706  | 3 748  | 3 919  | + 9,22 % |
| 16º                                                         | Argentina     | 11 786 | 9 941  | 8 489  | 10 610 | 13 676 | 13 823 | 12 814 | + 8,72 % |
| 17º                                                         | Ecuador       | 6 293  | 6 199  | 5 469  | 6 099  | 6 581  | 6 663  | 6 758  | + 7,39 % |
| 18º                                                         | Chile         | 15 755 | 14 551 | 13 056 | 16 037 | 15 238 | 16 814 | 16 365 | + 3,87 % |
| 19º                                                         | Paraguay      | 5 703  | 5 302  | 4 885  | 5 433  | 5 628  | 5 685  | 5 869  | + 2,91 % |
| Fuente: Fondo Monetario Internacional FMI (octubre de 2024) |               |        |        |        |        |        |        |        |          |

### Política energética

#### Producción petrolera
Por falta de inversiones, mantenimiento y mano de obra técnica, la producción petrolera cayó durante el segundo gobierno de Maduro. En 2014 Pdvsa producía 2.34 millones de barriles diarios, para 2017 bajó a 1,86 millones de barriles promedio diario, en 2020 y 2021 su promedio apenas superaba los 600 mil barriles diarios.

#### Producción metalúrgica
La producción de hierro y aluminio se vio mermada desde 2010, cuando se inició la crisis eléctrica. A partir de 2014 la producción de hierro por parte de la empresa Sidor venía bajando cuya capacidad récord fue de 4,3 millones de toneladas al año, ese año, la producción fue de unos 1,3 millones de toneladas al año; en 2017 produjeron 310 mil toneladas en promedio y en 2018 se paralizó la producción. Para diciembre de 2020 se reactivó la producción, alcanzándose unas 1.35 millón de toneladas en ese mes. La producción de aluminio también ha sufrido las consecuencias de la crisis eléctrica sobre todo la crisis de 2019, las plantas de fundición y laminación de Alcasa, Venalum y Bauxilum se encuentran casi prácticamente paralizadas.

#### Apagones eléctricos

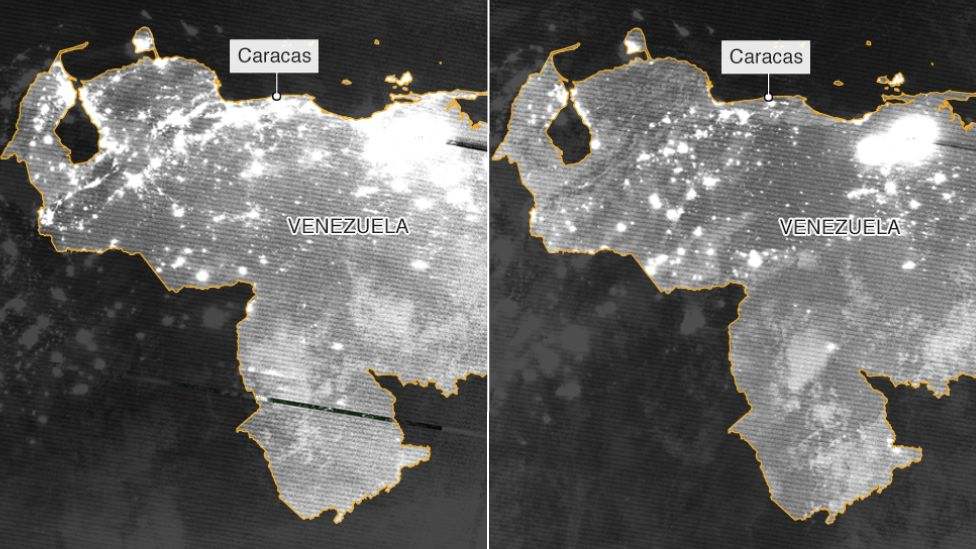
Imagen comparativa del apagón de marzo de 2019.

En marzo de 2019 se produjo el mayor apagón a nivel nacional de la historia de Venezuela llegando a durar entre 5 y 7 días continuos en algunos estados de lo 23 estados del país afectados. Se estima que los cortes de electricidad causaron más de 1.000 millones de dólares en perdidas. La causa del apagón fue una falla en la Central Hidroeléctrica Simón Bolívar. Expertos y fuentes en la empresa estatal Corpoelec (Corporación Eléctrica Nacional) los atribuyen a la falta de mantenimiento, el desabastecimiento de combustibles de las centrales termoeléctricas, la corrupción en el área, los bajos salarios y a la inexperiencia en el campo, El gobierno declaró que fue causado por sabotajes mientras que varios expertos apuntaron a una falta de mantenimiento e inversión como su principal causa. Los sectores más vulnerables de la sociedad se vieron afectados, con escasez de electricidad, agua, alimentos, transporte y médicos.
Al 13 de marzo, se habían registrado al menos 43 muertes. Al menos 26 fueron el resultado directo de la pérdida prolongada de electricidad, aunque el doctor Julio Castro aclaró que esto se basaba en los registros de 40 centros de atención primaria y el número es ciertamente más alto. Retirando su nombre por temor a represalias del gobierno, The New York Times citó a un «alto funcionario médico» que dijo que hubo 47 muertes en el hospital principal de Maracaibo, la mitad de los cuales atribuyó al apagón.[cita requerida]
Durante la noche del 9 y la madrugada del 10 de marzo, hubo saqueos en la Avenida San Martín en Caracas; los lugareños trataron de ahuyentar a los saqueadores. Más tarde esa noche, tanques de la Policía Nacional Bolivariana (PNB) viajaron a través del área sin detener el intento de saqueo. A la 1:30 de la mañana, dos tanques llegaron al área y lanzaron bombas de gas lacrimógeno a los saqueadores y luego se quedaron para vigilar el área
Según Fedecámaras, en solo dos días, más de 350 tiendas fueron saqueadas en el estado Zulia, y The New York Times dijo que 523 tiendas fueron saqueadas durante la semana en Maracaibo. Las autoridades respondieron tarde o ignoraron el saqueo en muchos casos, y se retiraron de la mayoría de los lugares, excepto en un área en el oeste de Maracaibo, donde unas 400 personas intentaron saquear hasta que llegaron los soldados de la Guardia Nacional Bolivariana (GNB).
Para el 15 de enero de 2021 un informe emitido por el Comité de Afectados por Apagones (CAA) dio a conocer que durante 2020 se registraron 157,719 apagones de los cuales las zonas más afectadas del país fueron Zulia (32,000 cortes) Mérida (18.519 cortes) y Táchira (13,218 cortes) lo que indica que se había triplicado la crisis con respecto al 2019 en que se alcanzó 48,210 fallas eléctricas.
Según una encuesta realizada en agosto de 2021 por el Observatorio Venezolano de Servicios Públicos (OVSP), la mayoría de los ciudadanos de Venezuela sufren cortes eléctricos. Un 34,3% dicen no tener un servicio estable de energía las 24 horas del día y tan solo un 1,1% declara no haber sufrido cortes en el suministro eléctrico.

#### Escasez de combustible

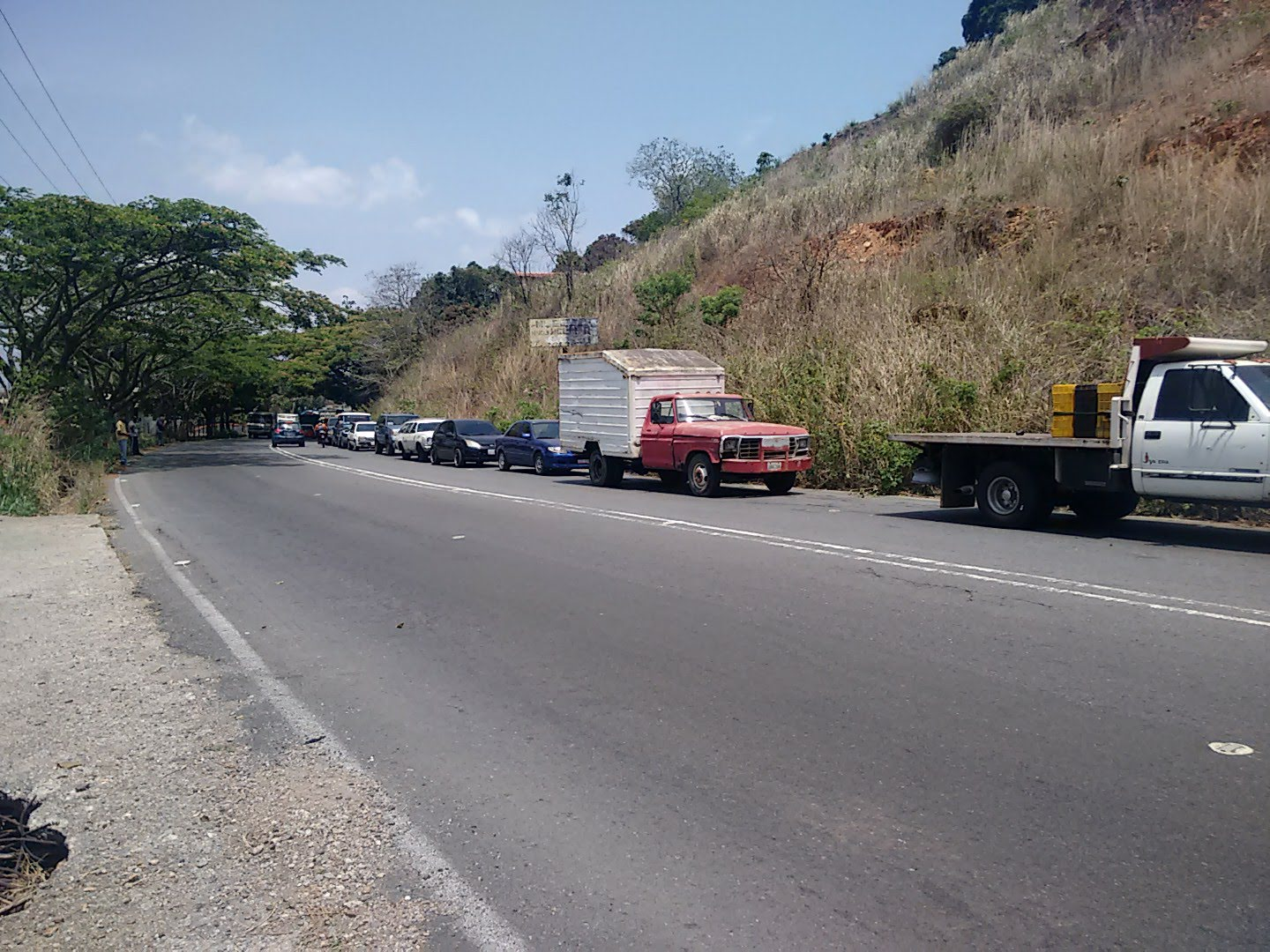
Cola de gasolina en el km. 35 de la Carretera Panamericana del Estado Miranda

Debido a la crisis económica que vive el país, las malas políticas aplicadas al mantener precios muy por debajo de los costos de producción durante unos 15 años, la corrupción del sector petrolero por falta de fuertes sanciones, y los últimos tres años por las sanciones internacionales, la falta de reinversión, modernización y mantenimiento de sus instalaciones, el suministro de gasolina se ha visto mermado en casi todo el país antes y durante la pandemia del COVID-19. El gobierno nacional ha dispuesto un racionamiento estricto en donde solo pueden surtir gasolina el personal médico y militar, empresas de transporte de alimentos o personas que porten un salvoconducto oficial. Se asignó un subsidio directo en el suministro de gasolina al transporte público de personas, transporte de alimentos y medicinas por un periodo de 90 días y un subsidio en el precio del combustible a un precio de Bs. 5000 el litro y otro precio de $ 0,5 dólares o tasa internacional.
Diferentes reportes han indicado que el control por parte de la GNB de las estaciones de servicio ha tenido como consecuencia la extorsión generalizada en dólares para surtir gasolina. A pesar de que el gobierno de Maduro se ha comprometido a que los médicos y otros trabajadores del sector salud recibirían un acceso preferencial en las gasolineras, estos trabajadores han tenido que hacer filas desde la medianoche sin conseguir llenar sus tanques en varias ocasiones.
Varias fuentes reportaron que el gobierno utilizó la pandemia como excusa para solicitar venta de oro en Londres, préstamos adicionales al FMI y para “enmascarar” la crisis de la gasolina que ya vivía Venezuela antes de la pandemia y la cuarentena. A pesar de la crisis local por gasolina, el gobierno continuó enviando gasolina a Cuba.

#### Oro de sangre
En junio de 2019 Maduro anunció que la empresa Camimpeg realizará la rehabilitación y el mantenimiento de pozos, administración de taladros, el apoyo logístico en las instalaciones petroleras así como su participación en la producción de 20 toneladas mensuales de coltán. En marzo del 2019 EE.UU. sanciona a la empresa estatal Minerven por respaldar al gobierno de Nicolás Maduro, acusados de realizar operaciones ilícitas comercializando el oro venezolano causando la deforestación y la pérdida del hábitat de las poblaciones indígenas. Es tan cercana la relación de Nicolás Maduro con el oro del estado Bolívar que EE. UU. sanciona en junio de 2019 a su hijo Nicolás Maduro Guerra por corrupción, que fue denunciado por el ex-director del Sebin refugiado en EE. UU. Manuel Cristopher Figuera de comprar oro a los mineros a precio bajo y revender a sobreprecio al BCV, el hijo también fue acusado en la Asamblea Nacional por Américo de Grazia de poseer una mina de coltán en el estado Amazonas.
La situación del Arco Minero del Orinoco, ubicado en Amazonas, Bolívar y Delta Amacuro con Sierra Imataca, ha sido calificada como un ecocidio que afecta prácticamente 50 % del territorio nacional y que está perjudicando los parques y las etnias indígenas que allí habitan; esto debido al envenenamiento del agua y la fauna silvestre con mercurio y cianuro para explotar las minas de oro y extraer coltán, produciendo a su vez un desplazamiento de las etnias originarias, donde participan diferentes grupos y organizaciones irregulares.[cita requerida]

### Política de defensa
En septiembre de 2019 Maduro desplegó una importante cantidad de armamento en la frontera con Colombia, incluyendo el sistema de defensa aérea ruso S-125 o Pechora 2 y 20 cazabombardero Sukhoi Su-30. En noviembre, Diosdado Cabello y Nicolás Maduro denunciaron que habían desmontado un supuesto intento del gobierno colombiano de captar soldados venezolanos para que les vendieran información del sistema antimisiles y de los aviones Sukhoi.
También en noviembre de 2019 el presidente dijo “tenemos 321.433 fusiles que están siendo distribuidos por las vías seguras de la FANB para nuestros milicianos”. También ordenó entregar 13 mil fusiles para los cuerpos de combatientes de Guayana. Estas medidas fueron tomadas como un intento de desarmar a las Fuerzas Armadas para dar prioridad a la Milicia Bolivariana.
En 2023 Maduro renovó la cúpula militar, pasando a retiro a los comandantes generales de todos los componentes: Ejército, Aviación, Guardia Nacional y Armada, además de los comandantes de la Milicia Bolivariana y el de Defensa Aeroespacial Integral (Codai), y el inspector general de la Fuerza Armada.
En mayo de 2024 se anunció el adiestramiento de un millón de personas del cuerpo cívico-militar Milicia Bolivariana para el manejo de armas.

### Política electoral

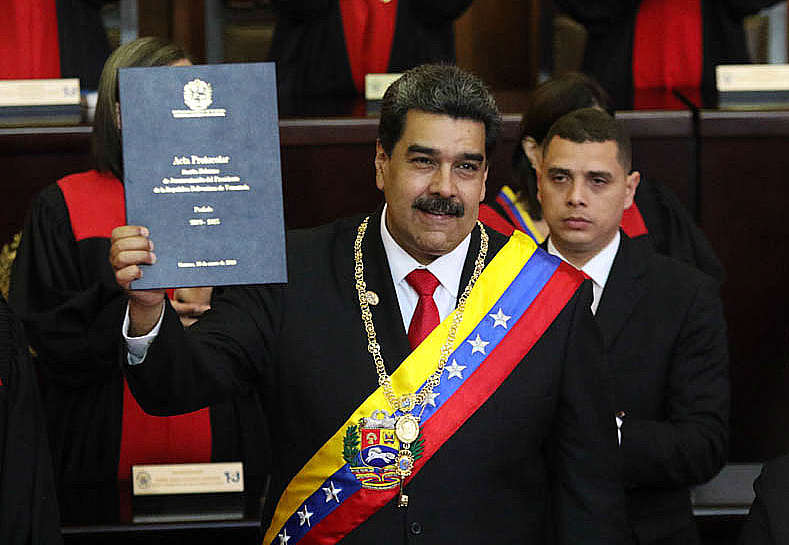
Segunda toma de posesión de Nicolás Maduro.

#### Operación Alacrán
La Operación Alacrán es el nombre dado a un operativo y trama de corrupción preparado por miembros del gobierno y denunciada en 2019 por parte de los diputados de la Asamblea Nacional y que habría buscado evitar la reelección de Juan Guaidó el 5 de enero de 2020 como presidente de la Asamblea por medio de la compra de la voluntad de legisladores opositores a cambio de millones de dólares.
El 5 de enero de 2020, Juan Guaidó y el equipo de su junta directiva junto a la mayoría de diputados opositores, se dirigían al Palacio Federal Legislativo y un grupo de efectivos de la Guardia Nacional Bolivariana (GNB) y de la Policía Nacional Bolivariana (PNB) les obstaculizaron el paso para que no llegaran, mientras en el Palacio Federal Legislativo Luis Parra era juramentado como presidente de la Asamblea. El 7 de enero de 2020, Juan Guaidó junto con un grupo amplio de diputados opositores logró retomar el poder de la Asamblea Nacional.

##### Intervenciones de partidos políticos
Cuando se anunciaron las elecciones parlamentarias para el periodo 2021-2026. Los partidos opositores que conformaban el bloque de la oposición acordaron unánimemente no participar en las elecciones parlamentarias, citando denuncias de irregularidades en la planificación de los comicios y sostuvieron que probablemente serían fraudulentos. Un total de 27 partidos firmaron el acuerdo, incluyendo a los partidos principales Acción Democrática, Primero Justicia, Un Nuevo Tiempo y Voluntad Popular.
El bloque opositor criticó la designación que hiciera el Tribunal Supremo de Justicia de los integrantes del Consejo Nacional Electoral en junio de 2020, señalando que es competencia de la Asamblea Nacional, y al menos siete partidos políticos habían sido intervenidos judicialmente y secuestrado sus tarjetas electorales, incluyendo a Acción Democrática, Primero Justicia, y Voluntad Popular. El 27 de agosto de 2019 el Tribunal Supremo de Justicia suspendió a la junta directiva del partido Copei para designar una mesa directiva presidida por Miguel Salazar. El 20 de julio, el Tribunal Supremo suspendió la junta directiva del Movimiento Republicano y nombró una junta directiva ad hoc presidida por Manuel Rivas. La junta directiva ad hoc del partido podría utilizar el carnet electoral, logotipo, símbolos, emblemas, colores y cualquier otro concepto de partido.
También se intervino partidos históricamente aliadas del Chavismo que empezaron a tener roses con Maduro. El 18 de agosto el Tribunal Supremo intervino adicionalmente al partido Tupamaro, de extrema izquierda, y le entregó la dirección del partido a una junta ad hoc para usar las sedes, siglas, la tarjeta electoral, los símbolos y los emblemas electorales del partido. La intervención tuvo lugar después de que el partido anunciara una alianza electoral sin el PSUV. El 21 de agosto el Tribunal Supremo hizo lo mismo con el partido Patria Para Todos, de izquierda heterodoxa, el cual también había anunciado una alianza electoral sin el PSUV, y posteriormente el Tribunal intervino el 26 de agosto al partido Bandera Roja y a Compromiso País, entregándole las direcciones de ambos partidos a una junta ad hoc.

##### Campaña electoral y elecciones
El 10 de agosto colectivos tomaron con palos, botellas y gases lacrimógenos las dos sedes principales en Caracas de Acción Democrática: en La Florida y en El Paraíso. Al menos cuatro periodistas resultaron heridos durante los sucesos. Después de que el Partido Comunista de Venezuela (PCV) anunciara su separación del Gran Polo Patriótico, junto con otros partidos como Patria Para Todos (PPT), y una nueva plataforma llamada Alternativa Popular Revolucionaria (APR), el PCV denunció la presencia de funcionarios del Servicio Bolivariano de Inteligencia (SEBIN) en su sede en Puerto Cabello, estado Carabobo.
Durante la campaña electoral, distintos candidatos y dirigentes de la APR fueron víctimas de detenciones, agresiones físicas, despidos laborales e incluso de amenazas de muerte. Asimismo, el PCV ha denunciado irregularidades en los simulacros electorales como aparición de candidatos que no corresponden a los postulados por la APR. De igual manera, denunciaron censura mediática contra sus candidatos y propuestas.
El 26 de noviembre el candidato de Primero Venezuela Waldo Santeliz fue asesinado durante un mitin electoral. La organización responsabilizó como «presunto autor intelectual» a Michel Duque, exalcalde chavista de Santa Isabel, estado Trujillo.
El 25 de noviembre Freddy Vásquez, dirigente del partido socialcristiano Copei en Aragua y candidato en la lista del estado Aragua, falleció a causa de un desconocido arrollamiento. Sus compañeros desconocían su paradero hasta que lo encontraron el 30 de noviembre en la morgue de Caña de Azúcar en El Limón.
El proceso se caracterizó por un importante ausentismo electoral a nivel nacional. El Consejo Nacional Electoral (CNE) declaró en su primer boletín electoral que hubo una participación de alrededor de 30.18%, menos de 43 puntos porcentuales que en las elecciones parlamentarias del 2015 que llegaron a 74.17%. El bloque opositor que no participó estimó que la participación fue todavía menor de un 16,1%. Junto con las elecciones presidenciales de 2018, las elecciones tuvieron la abstención más alta en la historia desde la llegada de la democracia en 1958.
Durante la madrugada del 7 de diciembre, la presidenta del Consejo Nacional Electoral, Indira Alfonzo, dio lectura al Primer Boletín de resultados en el que se concedió la victoria oficialmente al Partido Socialista Unido de Venezuela (PSUV) y sus aliados.  Según el boletín emitido por el Poder Electoral, de un total de 5.264.104 votos emitidos, el PSUV y otros partidos oficialistas recibieron 3.558.320 votos, alrededor del 67%, mientras que los partidos minoritarios obtuvieron menos de 20% de los votos.

#### Elecciones regionales de 2021
El 8 de agosto el Partido Socialista Unido de Venezuela (PSUV) realizó elecciones primarias para escoger a sus candidatos para los comicios regionales, durante cuya campaña se evidenciaron importantes fracturas y diferencias internas en el oficialismo, y políticos como Elías Jaua y Francisco Arias Cárdenas fueron excluidos del proceso. Durante sus comicios tuvieron lugar irregularidades y hechos de violencia en estados como Barinas y Zulia. El vicepresidente del PSUV, Diosdado Cabello, aseguró que el hecho de que alguien ganara las primarias del partido no significa que fuera el candidato para las elecciones.
A pesar de oponerse inicialmente a la participación en las elecciones, el 31 de agosto la oposición, bajo la coalición de la Plataforma Unitaria, anunció su intención de participar en los comicios y postuló candidatos bajo la tarjeta de la Mesa de la Unidad Democrática, después de tres años sin haberlo hecho, aunque considerando que «no serán unas elecciones justas ni convencionales».
En el día de las elecciones se reportó violencia en el estado Zulia, incluyendo en un centro electoral en contra del cual dispararon colectivos motorizados; una persona falleció y otras resultaron heridas. La Oficina del Alto Comisionado de las Naciones Unidas para los Derechos Humanos expresó su preocupación por las denuncias. Los resultados anunciados mostraron que el PSUV ganó las gobernaciones de al menos 18 de las 23 estados. La participación anunciada fue de 42.2%. La Misión de Observación Electoral de la Unión Europea determinó que las elecciones se vieron marcadas por falta de independencia judicial y del Estado de derecho, inhabilitaciones políticas arbitrarias y el uso de recursos públicos para la campaña, a pesar de tener un árbitro electoral más balanceado y de mejoras comparado a elecciones anteriores.
Después de que el político Adolfo Superlano interpusiera un recurso ante el Tribunal Supremo de Justicia (TSJ), el TSJ suspendió la totalización de votos y la proclamación del gobernador en el estado Barinas cuando las proyecciones del CNE favorecían al candidato opositor Freddy Superlano. El TSJ inhabilitó a Superlano y ordenó que las elecciones se repitieran el 9 de enero.

### Política en salud

#### Pandemia de Covid-19
La pandemia de COVID-19 en Venezuela se refiere al brote epidémico de COVID-19 en Wuhan extendido al nivel de pandemia que afectó a Venezuela a partir del 13 de marzo de 2020 con los primeros casos confirmados. La pandemia de COVID-19 trajo diferentes consecuencias en Venezuela, que afectaron al sector salud, económico, político y social del país, entre ellas se encuentra la cuarentena impuesta por el gobierno a partir del 16 de marzo de 2020 y alargada por varios meses, y a partir del 1 de junio de 2020 bajo complejos esquemas de flexibilización y restricciones en función del alza en la cifra de infectados. La respuesta del gobierno venezolano ante la pandemia ha sido catalogada por sus opositores como «un plan para obtener más poder» y como un «ensayo de mayor control social, falsa estabilidad política en una economía profundamente deprimida». Además, HRW y la Universidad Johns Hopkins dijeron «que las cifras, (…) son sumamente absurdas y no creíbles». La Alta Comisionada de las Naciones Unidas para los Derechos Humanos, Michelle Bachelet, ha criticado la «falta de transparencia» en la cifras proporcionadas. Hasta el 2 de febrero de 2022 se habían registrado 487.775 casos confirmados, 464.939 recuperaciones y 5.454 muertes.

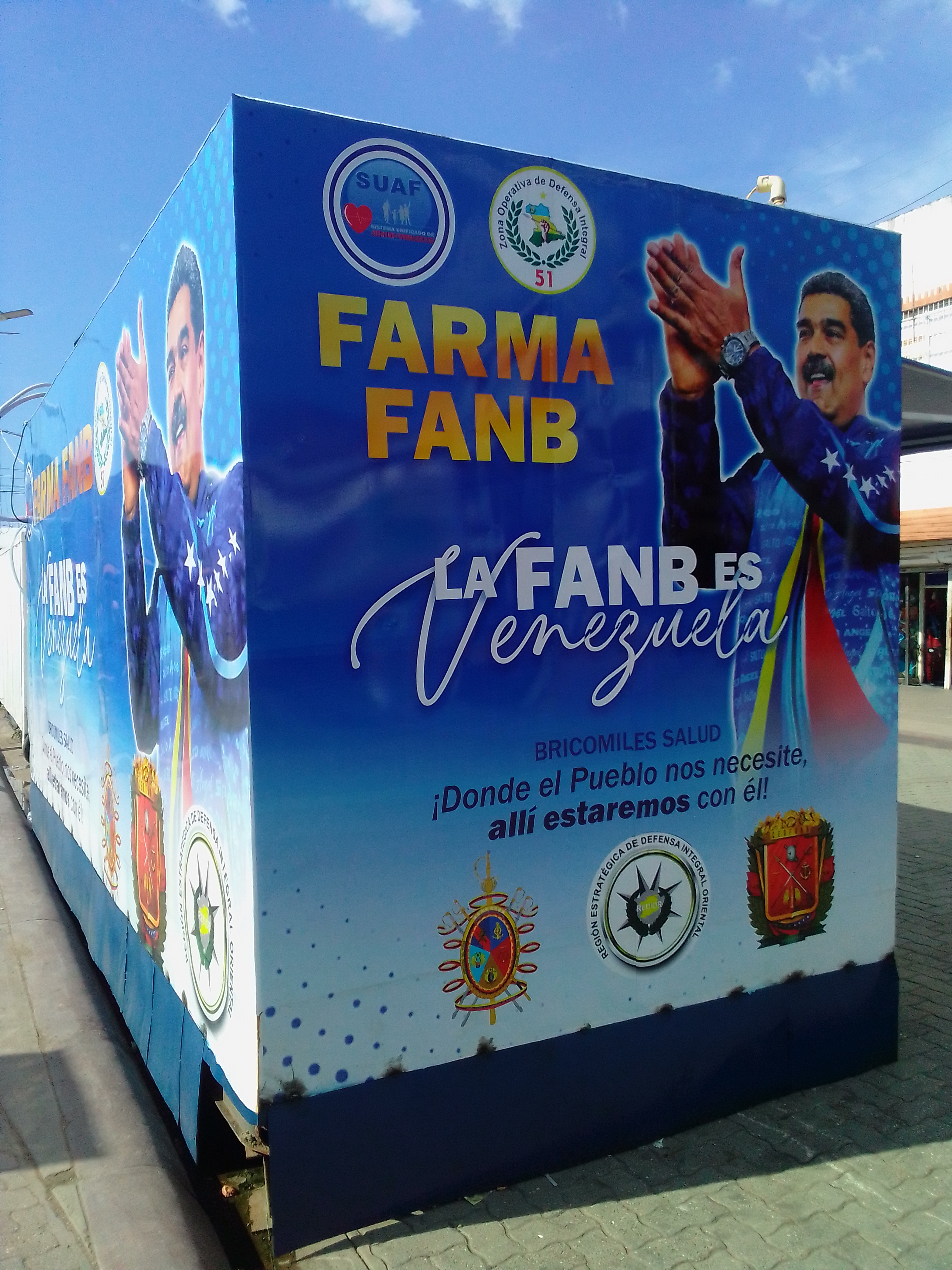
Propaganda de Nicolás Maduro en farmacia móvil

En 2021 la Academia Nacional de Medicina pidió al gobierno una solución urgente porque se estaban muriendo los pacientes. La carencia de la segunda dosis de la vacuna contra el covid-19 a falta de una planificación para la entrega de la producción la segunda dosis de la vacuna Sputnik V contra el Covid-19, ha causado nerviosismo entre la población, por su retraso de más de dos meses, para lo cual se acordó con Rusia a fines de diciembre de 2020 la entrega de 10 millones de unidades y solo llegaron 1.43 millón de la primera dosis, para agosto de 2021 no había llegado la segunda dosis lo cual complica más el problema de los venezolanos a quienes le aplicaron la primera dosis entre marzo y junio de 2021 pese a que se tenía que aplicar la segunda dosis a los 21 días. Rusia ha tenido serias demoras por falta de su capacidad de producción, ha respondido que primero tenía que responder a la población rusa que suman 140 millones de personas.

#### Caso gotitas milagrosas
El caso de Jheam Frank Campos Alvarado y Nerimar Yeila Sánchez, fabricantes del Carvativir, cobró notoriedad después de que ambos fueran condenados por corrupción vinculada a la distribución ilegal del antiviral promovido por Nicolás Maduro durante la pandemia como "gotas milagrosas". Campos y Sánchez, asociados al Laboratorio Farmacológico de Venezuela C.A. (Labfarven), fueron arrestados el 8 de noviembre de 2020 por la Dirección General de Contrainteligencia Militar (Dgcim) tras ser acusados de intentar comercializar el Carvativir en el extranjero sin autorización estatal. El Fondo de Desarrollo Nacional (Fonden) había otorgado 211.340 dólares para la producción del Carvativir en medio de un aumento de contagios de Covid-19 y escasez de vacunas. Durante la audiencia de presentación ante el Tribunal Especial Segundo el 16 de noviembre de 2020, Campos y Sánchez fueron imputados por peculado doloso propio, boicot y asociación para delinquir, aunque el boicot fue desestimado en la audiencia preliminar. El juicio, interrumpido en octubre de 2021, se reanudó el 18 de noviembre y concluyó el 11 de julio de 2022, resultando en condenas de cuatro años de prisión para Campos y Sánchez, con la sorprendente adición del delito de agavillamiento. Campos apeló sin éxito, alegando la incorporación ilegal del testimonio de Raúl Antonio Ojeda, creador del Carvativir y asociado de Tareck El Aissami, cuyo testimonio fue clave en el juicio. La Sala Penal del Tribunal Supremo, a pesar de las irregularidades señaladas, ratificó la condena a través de la sentencia 265 emitida el 23 de mayo por Elsa Janeth Gómez Moreno.

### Política en derechos humanos

#### Acusaciones por crímenes de lesa humanidad

##### Misión de la ONU en Venezuela

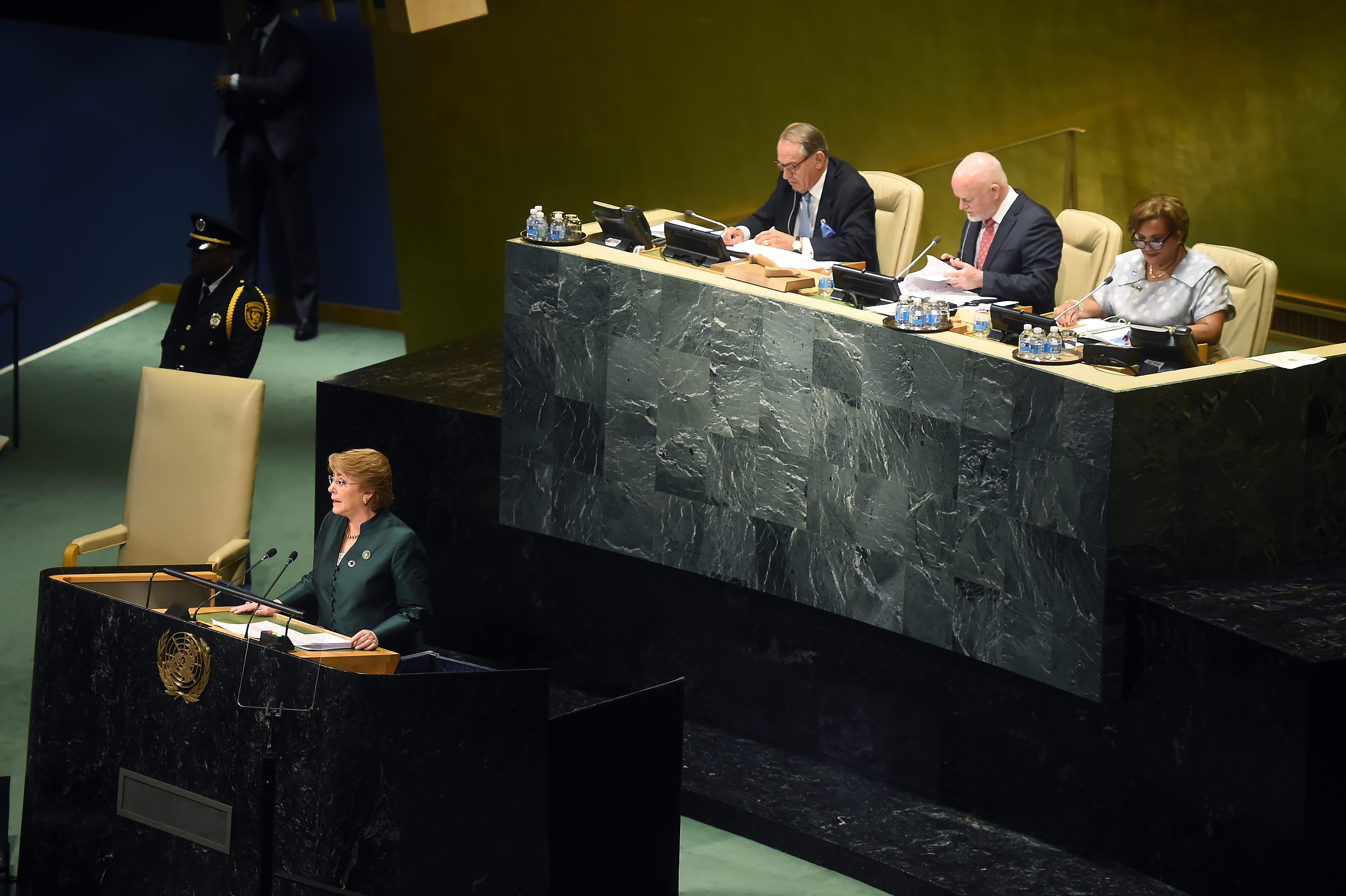
Como alta Comisionada visitó a Venezuela en 2019 declarando que “hay casos de torturas” y “ejecuciones extrajudiciales” en Venezuela.

El 19 de junio de 2019 llega a Venezuela la alta comisionada de Naciones Unidas para los Derechos Humanos, Michelle Bachelet, la alta comisionada hizo un relato de algunas de las violaciones de los derechos humanos de las que tuvo noticia durante su visita. Citó, entre otros, el testimonio de un hombre que le contó «cómo su hermano fue torturado, humillado y asesinado por oficiales encapuchados» de la Fuerza de Acciones Especiales (FAES) de la Policía. Bachelet también mencionó a «otras familias destrozadas porque sus seres queridos tuvieron el mismo destino».
El 5 de julio Michelle Bachelet sacó un informe en el que expuso las violaciones de los derechos económicos, sociales, civiles y políticos documentadas en Venezuela desde al menos 2018. La ACNUDH advierte que en el último decenio el Gobierno y sus instituciones han aplicado políticas para desmontar los sistemas de control del Estado. En el informe se describen las vulneraciones al acceso de la alimentación y la salud, así como las actuaciones de las fuerzas del Estado en protestas y operativos de seguridad. La ACNUDH insta al Gobierno a adoptar medidas «para detener y remediar las graves vulneraciones» documentadas.
En 2024 el gobierno de Maduro ordenó el cese del funcionamiento de la Oficina del Alto Comisionado de Derechos Humanos en Venezuela, ordenando la expulsión de 13 funcionarios de que operan en Caracas en un plazo de 72 horas, al considerar que la institución ha «instrumentalizado» su funcionamiento en contra del gobierno. Esto sucedió después de que Michael Fakhri, relator especial de la ONU sobre el derecho a la alimentación, asegurara que el gobierno le impidió visitar centros de detención y que cambiaron constantemente su agenda durante su visita de dos semanas a Venezuela.

##### Investigación de la CPI
El 16 de septiembre de 2020, la Misión de Investigación de las Naciones Unidas hizo público un informe donde se detalla que, desde 2014, las autoridades venezolanas han hecho constantes violaciones a los Derechos Humanos. La ONU a través de un informe de 443 folios y más de 250 entrevistas a las víctimas, acusa a Nicolás Maduro, a los ministros de Interior, Néstor Reverol, y Defensa, Vladimir Padrino López, a los jefes de los servicios de inteligencia, junto a otros 45 funcionarios del régimen venezolano, a las fuerzas de seguridad y al SEBIN de crímenes de lesa humanidad, destacan las ejecuciones arbitrarias y el uso sistemático de la tortura.
La presidenta de la Misión de la ONU, Marta Valiñas, aseguró que se trataban de actos coordinados y apoyados por los altos funcionarios del gobierno venezolano. En diciembre de 2020 la Corte Penal Internacional (CPI) concluyó que al menos desde abril del 2017 en el país se han cometido Crímenes de lesa humanidad con competencia de la Corte hallándose encarcelación, tortura, violación y otras formas de violencia sexual  y persecución a un grupo por motivos políticos, el informe señala como responsables a miembros de los cuerpos de seguridad como lo son: PNB, SEBIN, DGCIM, FAES, CICPC, GNB, CONAS y otros componentes de la Fuerza Armada Nacional Bolivariana a favor y en complicidad con el Gobierno y menciona que este último participó en la represión de opositores al mismo. La fiscalía de la Corte aseguró que podría abrirse una investigación en la primera parte del 2021. En mayo de 2021 el gobierno de Nicolás Maduro admitió que Fernando Albán Salazar concejal del Municipio Libertador de Caracas fue asesinado en octubre de 2018 y solicitó orden de aprehensión contra los dos funcionarios del Sebin como una manera de influenciar a la Corte Penal Internacional (CPI) que inicie la investigación. También admitió que Juan Pablo Pernalete fue asesinado por una bomba lacrimógena durante las protestas en Venezuela de 2017, 12 funcionarios fueron imputados por homicidio preterintencional en grado de complicidad correspectiva.
En junio se retira de la CPI la fiscal Fatou Bensouda que tenía el caso de determinar si sería investigado por crímenes de lesa humanidad dejando a su sucesor el fiscal Karim Khan quien reiniciara el caso. Khan determinó para el 23 de julio como fecha tope para su informe sobre Nicolás Maduro. Pero las maniobras del gobierno para retrasar temporalmente fue tal, que le hicieron una invitación a Khan para visitar Venezuela. El 12 de agosto la CPI presenta documento para abrir una investigación formal contra funcionarios, exfuncionarios y civiles venezolanos por la presunta comisión de crímenes de lesa humanidad, documento fechado el 15 de junio y publicado el 10 de agosto por la corte. La cual fue firmado por la exfiscal Fatou Bensouda. Al menos 11 presos políticos han fallecido bajo la custodia del régimen de Maduro desde 2015.

##### Ataques a ONGs

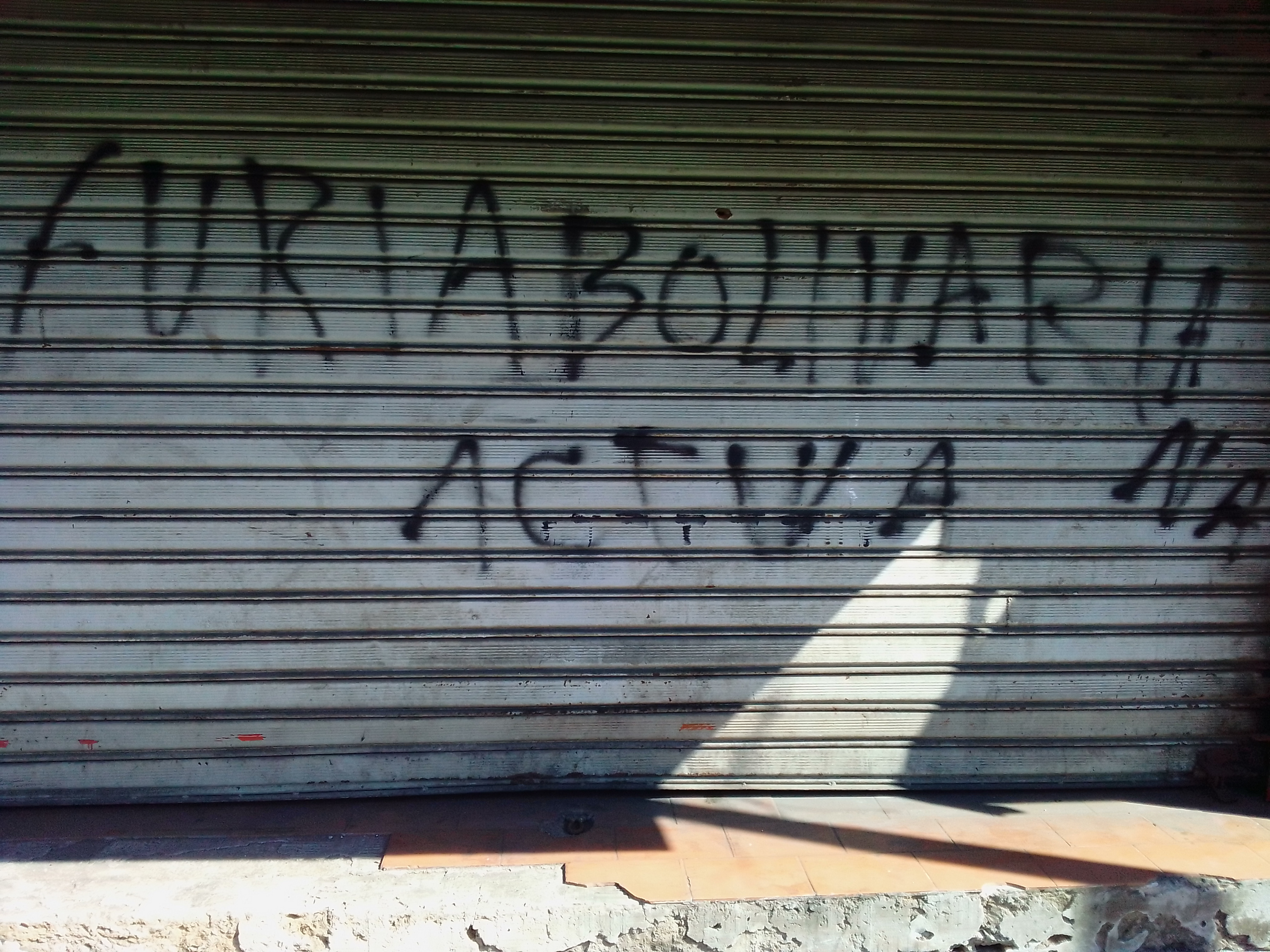
Grafiti de la Furia Bolivariana

En enero de 2021 el Comisionado Presidencial para Derechos Humanos Humberto Prado rechazó los sucesos en la Vega, Caracas, donde 23 personas perdieron la vida, en un operativo realizado por funcionarios de las FAES, la DIP y Policaracas. En julio de 2021 Luis Abraham Verde Ruiz, joven venezolano de 22 años, fue detenido por investigaciones, por el FAES con una orden de allanamiento, fue torturado y lo dejaron sin vida.
Las ONG no se han librado del ataque ejercido por el gobierno de Nicolás Maduro, estas organizaciones dedicadas a la defensa de los DDHH según su unidad central en el 2020 se detectaron 109 agresiones y en 2021 se han contado 374. En noviembre de 2020 las ONG Alimenta La Solidaridad y la ONG Caracas Mi Convive dedicadas a la ayuda humanitaria de madres lactantes, niños y personas de la tercera edad fueron allanadas por la policía Nacional contra la corrupción y el día 25 fueron congeladas sus cuentas bancarias por orden la SUDEBAN. En enero de 2021 cinco representantes de la organización Azul Positivo fueron detenidos cuando una comisión de funcionarios de la Dirección General de Contrainteligencia Militar (DGCIM) intervino su oficina y les hicieron interrogatorios, llevándolos posteriormente a la sede de Maracaibo. En abril el ciudadano Orlando Moreno, defensor de derechos humanos del estado Delta Amacuro, fue detenido por funcionarios del Cuerpo de Investigaciones Científicas, Penales y Criminalísticas (CICPC) mientras acompañaba a familiares de las víctimas del naufragio en Boca de Serpiente, en Tucupita. En julio la ONG Fundaredes le solicitó al Ministerio Público investigar la relación del exministro del interior Ramón Rodríguez Chacín y de su esposa, Carola de Rodríguez, con el ELN. El gobierno reaccionó y Agentes del Servicio Bolivariano de Inteligencia detuvieron a Javier Tarazona en el estado Falcón junto con Rafael Tarazona y Omar García, activistas de Fundaredes; y Yhonny Romero, director de Mayday Confavid (Comité Nacional de Familias Víctimas de Desapariciones Forzadas en las Costas de Venezuela). Tarazona había acudido al Ministerio Público para denunciar que estaba siendo víctima de acoso y persecución en Falcón por funcionarios policiales estatales, del SEBIN y de individuos no identificados. El fiscal general denunció que la detención se debía al acusar a políticos del gobierno sin presentar pruebas y por incitación al odio.

### Política en medios de comunicación
En 2019 fueron sacados del aire el Canal 24 Horas, TV Chile, Antena 3, National Geographic, CNN, BBC, Telearuba y TeleCuraçao. Entre 2021 y 2022 Conatel bloqueó 45 páginas webs noticiosas. La Sociedad Interamericana de Prensa (SIP) ha denunciado «mordaza al periodismo independiente». En 2023 salieron del aire TBS y TruTV. Después de un reportaje sobre corrupción en Venezuela, en marzo de 2024 el medio alemán Deutsche Welle  fue sacado del aire; Maduro criticó al medio como «nazi».
Según el índice Chapultepec de la Sociedad Interamericana de Prensa, Venezuela fue calificado en 2020 y 2021 de último (#22) en el ránking de libertad de expresión y prensa en América, siendo calificado como país «sin libertad de expresión», ascendiendo al puesto #21 en 2022, y manteniéndose en el mismo lugar en 2023, junto con la calificación «sin libertad de expresión».
Durante un mitin en San Cristóbal el 22 de julio de 2024, Maduro acusó a los medios internacionales, que se encuentran en el país para cubrir las elecciones, de censurarlo y «manipular» información sobre su campaña electoral.

### Política en educación
La falta de presupuesto durante varios años (2014-2021) ha deteriorado toda la estructura universitaria nacional. El presupuesto ordinario para 2021 dejó a las universidades casi en la quiebra; los más perjudicados resultaron los estudiantes y los profesores. Las fallas de un verdadero presupuesto se originaron en 2016, cuando se creó un sistema centralizado y estandarizado, y se acentuó más durante el presupuesto de 2019. Numerosas universidades enfrentaron la falta de presupuesto para reponer equipos, realizar mantenimiento y tener buena vigilancia. Un informe de 2021 determinó que las universidades nacionales durante 2020 fueron víctimas del hampa, por la falta de presupuesto para la protección y seguridad, esto provocó unos 223 hechos delictivos, entre hurtos, robos y actos de vandalismo.

## Política exterior
La política exterior del segundo gobierno de Maduro ha estado marcada por la continuación de sus alianzas con Cuba, Nicaragua, Rusia, China, Irán y Turquía, así como la ruptura de las relaciones diplomáticas con Argentina, Bolivia (restablecidas en 2020), Brasil (restablecidas en 2022), Colombia (restablecidas en 2022), El Salvador, Estados Unidos, Guatemala y Paraguay (restablecidas en 2023).

### Argentina
En diciembre de 2023 se dio a conocer que el gobierno de Javier Milei no designaría un embajador en Venezuela. Milei no invitó a Maduro a su toma de posesión.
El 19 de julio de 2024 la Cancillería argentina comunicó a la Corte Penal Internacional (CPI) el reingreso de Argentina en el juicio sobre derechos humanos en el país debido al «deterioro de la situación política y de derechos humanos en Venezuela». El 22 de julio el vocero presidencial argentino, Manuel Adorni, declaró: «Maduro es un personaje que se ha transformado en un, o siempre lo ha sido, dictador».
El 29 de julio el gobierno de Maduro ordenó la expulsión del país del personal diplomático de la Embajada argentina en Venezuela, acusándolo de intervencionismo tras los comunicados del gobierno de Milei en torno al desconocimiento de los resultados ofrecidos por Elvis Amoroso en nombre del CNE tras la denuncia de fraude hecha por la oposición;luego cortó la luz y el agua en la embajada. La cancillería argentina condenó el «hostigamiento» a su embajada. La Internacional Socialista condenó la expulsión del cuerpo diplomático argentino. Los cancilleres de Argentina y Brasil acordaron que el gobierno de Lula se hiciera cargo de los intereses de Argentina en Venezuela, incluyendo su embajada, a partir del 1 de agosto.
Tras la sentencia del TSJ el 22 de agosto avalando la victoria de Nicolás Maduro para su tercer periodo, los gobiernos de Argentina, Chile, Costa Rica, Ecuador, Estados Unidos, Guatemala, Panamá́, Paraguay, Perú, República Dominicana y Uruguay emitieron un comunicado al día siguiente rechazando la sentencia. Ese día un empleado venezolano de la embajada argentina fue detenido por el Sebin y liberado al día siguiente tras gestiones diplomáticas.
El 19 de septiembre el Fiscal Tarek William Saab anuncia que nombró a dos fiscales para que adelantan la orden de detención de Javier Milei, la Ministra de Seguridad Patricia Bullrich y la secretaria General Karina Milei. Saab imputará los delitos de «robo agravado, legitimación de capitales, privación ilegítima de libertad, simulación de hecho punible, interferencia ilícita, inutilización de aeronave y asociación para delinquir». La Justicia Federal de Argentina ordenó este lunes 23 de septiembre diligenciar órdenes de captura internacional contra el presidente de Venezuela, Nicolás Maduro, y su ministro de Interior y Justicia, Diosdado Cabello, por realizar actividades de secuestro, tortura y ejecuciones en su país de acuerdo a testimonios de víctimas refugiadas en Argentina.

### Bolivia
La presidenta Jeanine Áñez anunció la ruptura de relaciones con Venezuela en 2019. Las relaciones fueron restablecidas al año siguiente tras la llegada de Luis Arce a la presidencia.

### Brasil
El gobierno de Jair Bolsonaro reconoció a Juan Guaidó como presidente, rompiendo relaciones con el gobierno de Maduro en 2019. Las relaciones fueron restablecidas con Venezuela en 2022 tras la vuelta de Lula Da Silva a la presidencia.
El gobierno de Lula no ha reconocido los resultados de las elecciones presidenciales venezolanas, esperando a que estén verificadas las actas, pidiendo a la misión de la ONU y al Centro Carter investigar las acusaciones de fraude emitidas por la oposición tras éstas.

### Colombia
Venezuela y Colombia rompieron relaciones diplomáticas en febrero de 2019, después de que Colombia reconociera a Juan Guaidó como presidente. Les dio 24 horas para que abandonaran el país. Las relaciones fueron restablecidas en 2022 tras la llegada de Gustavo Petro a la presidencia.

#### Crisis de la ayuda humanitaria en Venezuela

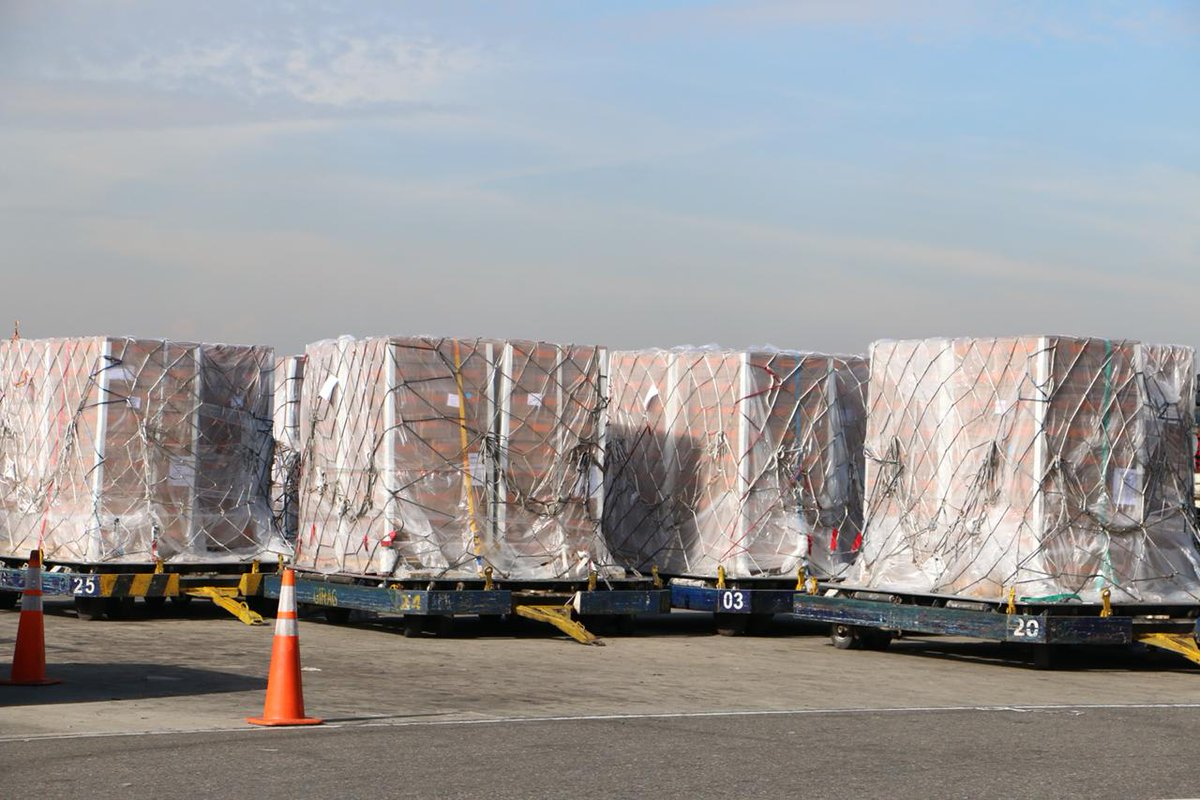
Ayuda humanitaria enviada por Estados Unidos a Colombia destinada para Venezuela, febrero de 2019.

El 6 de febrero la Guardia Nacional Bolivariana bloqueó el Puente Internacional Las Tienditas, que une Colombia y Venezuela, utilizando contenedores de transporte y camiones cisterna para impedir la entrada de camiones cargados con ayuda humanitaria. Carlos Holmes Trujillo, ministro de Relaciones Exteriores de Colombia, dijo que el bloqueo de la ayuda era un delito que «daría aún más razón... a pedir a la Corte Penal Internacional que investigue a Maduro».
Ante el conflicto por la entrada de ayuda humanitaria a Venezuela a través de la frontera colombiana, el empresario Richard Branson organizó un concierto benéfico en Cúcuta el 22 de febrero, denominado Venezuela Aid Live, para recaudar dinero y apoyo para que la ayuda humanitaria ingresara a Venezuela. En respuesta el gobierno organizó para la misma fecha el Hands Off Venezuela, concierto financiado con dinero público para rechazar la "intervención estadounidense". En Santa Elena de Uairén se registraron al menos 25 muertos y en la frontera colombo-venezolana 285 heridos.

#### Posible alianza con el ELN y Segunda Marquetalia
El gobierno de Colombia, en cabeza de Iván Duque, acusa al gobierno de Nicolás Maduro de mantener, desde 2016, alianzas con grupos armados ilegales de Colombia como el Ejército de Liberación Nacional (ELN), así como también con la disidencia de las FARC-EP "Segunda Marquetalia" de alias Iván Márquez y Jesús Santrich, estos últimos para continuar delinquiendo en actividades de narcotráfico con ayuda del Cartel de los Soles; sin embargo, esta alianza se ha venido opacando desde la muerte a finales de 2021 de importantes jefes de esta disidencia como los alias El Paisa, Romaña y hasta del mismo Jesús Santrich. Duque acusa a Maduro de esconder en territorio venezolano a los miembros del Comando Central (COCE) del ELN, donde les brinda protección de los ataques de la Fuerza Pública de Colombia contra esta estructura insurgente a cambio de lealtad al régimen (incluso el ELN juró defender la revolución bolivariana en caso de un eventual ataque militar de alguna coalición de países) y de manejar la explotación de recursos mineros en Venezuela como oro, diamantes y coltán en el Estado Amazonas para entregarlos al gobierno, debido a la debacle de la producción petrolera que ha causado la crisis económica, social y política que el país padece desde 2013.
El 26 de marzo de 2020, el fiscal general de los Estados Unidos William Barr, anunció cargos de narcoterrorismo, lavado de dinero y corrupción contra Nicolás Maduro y otros miembros del gobierno venezolano, ofreciendo recompensa de quince millones de dólares por información para su captura. A finales de marzo de 2021 se presentaron enfrentamientos entre la Fuerza Armada Nacional Bolivariana (FANB) y disidencias de las FARC-EP que están al servicio de alias Gentil Duarte, enemigo de la Segunda Marquetalia, en zona fronteriza entre el Estado Apure de Venezuela y el Departamento de Arauca en Colombia, donde el ELN tiene el control total de la zona, generando el desplazamiento de 600 venezolanos a Arauquita por abusos de parte de la FANB. Sin embargo, fuentes oficiales de la oposición en el exilio afirman que el enfrentamiento sería para despejar esta ruta de contrabando en favor de Segunda Marquetalia, asegurando este paso fronterizo para el transporte de cocaína desde Colombia a Venezuela y de ahí transportarla a Centroamérica, dejando de empatizar la Revolución bolivariana con alias Gentil Duarte y su grupo armado.
El 30 de julio de 2021 una operación militar colombiana en el sector de Aguaclara, cerca de San Vicente del Caguán en el Caquetá, contra alias Gentil Duarte, jefe máximo de las Disidencias de las FARC-EP, llamado "Operación San Miguel", siendo ubicado en una finca reunido con narcotraficantes, fue cercado por la Fuerza Pública huyendo en medio de la selva, dejando abandonado un computador y varios dispositivos de memoria USB. El 21 de agosto, un revelador informe de la Revista Semana publicó lo que se encontró en el computador de alias Gentil Duarte: Documentos que relacionan por correo al narcoguerrillero con el gobierno de Nicolás Maduro, con el Polo Democrático y hasta con Irán, proporcionándoles este país aparentemente planes de preparación y de ataque con explosivos, ayudado con tecnología celular y uso de drones.

### Chile
Entre 2018 y 2023 Chile no designó ningún embajador en Venezuela, hasta que el presidente Gabriel Boric designó a Jaime Gazmuri en mayo de 2023.
Después de las elecciones, Boric no reconoció los resultados electorales que daban ganador a Maduro, por ser «difíciles de creer», pidiendo transparencia de las actas y el proceso electoral. El 29 de julio el gobierno de Maduro ordenó la expulsión del país del personal diplomático de la Embajada chilena en Venezuela, acusándolo de intervencionismo tras los comunicados del gobierno de Boric. La Internacional Socialista condenó la expulsión del cuerpo diplomático chileno. Tras la sentencia del TSJ el 22 de agosto avalando la victoria de Nicolás Maduro para su tercer periodo, Boric declaró que «Hoy el TSJ de Venezuela termina de consolidar el fraude. El régimen de Maduro obviamente acoge con entusiasmo su sentencia que estará signada por la infamia» y matizó que «la dictadura de Venezuela no es la izquierda».

### Costa Rica
Tras las elecciones venezolanas, el presidente Rodrigo Chaves declaró que «El gobierno de Costa Rica repudia categóricamente la proclamación de Nicolás Maduro como presidente de la República Bolivariana de Venezuela, la cual consideramos fraudulenta». El 29 de julio el gobierno de Maduro ordenó la expulsión del país del personal diplomático de la Embajada costarricense en Venezuela. La Internacional Socialista condenó la expulsión del cuerpo diplomático costarricense.
El 2 de agosto de 2024, el gobierno de Chaves reconoció a Edmundo González Urrutia como presidente electo. Tras la sentencia del TSJ el 22 de agosto avalando la victoria de Nicolás Maduro para su tercer periodo, los gobiernos de Argentina, Chile, Costa Rica, Ecuador, Estados Unidos, Guatemala, Panamá́, Paraguay, Perú, República Dominicana y Uruguay emitieron un comunicado al día siguiente rechazando la sentencia.

### Ecuador
En 2024, tras el asalto del gobierno de Daniel Noboa a la embajada de México en Ecuador el gobierno de Maduro anunció el cierre de la embajada de Venezuela en Ecuador, así como sus consulados en el país.
La Cancillería ecuatoriana rechazó los resultados que daban ganador a Maduro por su «falta de transparencia»; pues para el país «la falta de garantías» en el proceso de escrutinio «deslegitima y vicia los resultados de las elecciones». El presidente Noboa declaró que le pidió a su canciller Gabriela Sommerfeld que convocara al Consejo Permanente de la OEA para tratar la «delicada situación que vive Venezuela», añadiendo que ese era «el peligro de la dictadura». El 2 de agosto, el gobierno de Noboa reconoció como presidente electo a Edmundo González Urrutia. Tras la sentencia del TSJ el 22 de agosto avalando la victoria de Nicolás Maduro para su tercer periodo, los gobiernos de Argentina, Chile, Costa Rica, Ecuador, Estados Unidos, Guatemala, Panamá́, Paraguay, Perú, República Dominicana y Uruguay emitieron un comunicado al día siguiente rechazando la sentencia.

### El Salvador
Venezuela y El Salvador rompieron relaciones, cuando Nicolás Maduro expulsó el cuerpo diplomático salvadoreño, lo que fue correspondido por el presidente Nayib Bukele con la expulsión de todos los representantes de la embajada venezolana en el país.

### Estados Unidos
El gobierno de Estados Unidos reconoció a Guaidó como presidente interino, bajo el liderazgo de su presidente Donald Trump. Nicolás Maduro como respuesta rompió relaciones con el país norteamericano, dando 72 horas a todo el cuerpo diplomático estadounidense para abandonar Venezuela. Por su parte el presidente interino Juan Guaidó emitió una declaración en la que aseguraba que Venezuela continuaría manteniendo relaciones con Estados Unidos. El 23 de enero el gobierno de Estados Unidos ordenó a su «personal no esencial» evacuar de Venezuela, argumentando a los diplomáticos de «considerar seriamente» suspender sus funciones y volver a América del Norte «mientras los vuelos comerciales sigan disponibles».
El 24 de enero Juan Guaidó solicitó a Estados Unidos el envío de ayuda humanitaria para Venezuela. En respuesta el secretario de Estado Mike Pompeo se comprometió a ofrecer 20 millones de dólares de apoyo. Al envío de ayuda humanitaria se sumó el gobierno de Canadá con la promesa de 53 millones de dólares canadienses, así como Alemania, Suecia, Argentina, Chile, Colombia, Puerto Rico y la Comisión Europea. La organización de Naciones Unidas ha declarado que «muchos de los venezolanos se mueren de hambre, se ven privados de medicamentos esenciales y tratan de sobrevivir en una situación en caída libre sin un final a la vista». El 6 de febrero recomendó aumentar el financiamiento humanitario para los venezolanos y pidió que «la acción humanitaria debe ser independiente de los objetivos políticos, militares u otros». El 14 de febrero, el consejero de seguridad nacional de Estados Unidos, John Bolton, anunció que 25 países se comprometieron a entregar 100 millones de dólares de ayuda humanitaria a Venezuela a través de los centros de acopio establecidos en Curazao, Cúcuta y Roraima.
El gobierno de Maduro se opuso a la entrega de ayuda humanitaria, calificándola como «precursora de una invasión dirigida por Estados Unidos». Durante un discurso el 8 de febrero, Nicolás Maduro declaró que «con la ayuda humanitaria nos quieren tratar como mendigos... en Venezuela tenemos la capacidad de cuidar a nuestros niños y mujeres. Aquí no hay crisis humanitaria». De forma paralela, el gobierno de Maduro envió más de 100 toneladas de ayuda a Cuba luego de un tornado que devastó a La Habana, con la intención demostrar que Venezuela no requería de ayuda humanitaria, y por el contrario estaba en condiciones de otorgarla a otros países.

Venezuela rompió relaciones diplomáticas con Estados Unidos el 22 de enero de 2019 después de que el país reconociera a Juan Guaidó como presidente, acusando a Washington de impulsar planes para desestabilizar el gobierno de Maduro y forzar su derrocamiento. En 2023 Maduro le pidió al gobierno de Joe Biden reanudar relaciones, pero esto no sucedió.
El 26 de marzo de 2020 el fiscal general de los Estados Unidos, William Barr anunció cargos de narcoterrorismo, lavado de dinero y corrupción contra Nicolás Maduro y otros miembros del gobierno venezolano, ofreciendo una recompensa de quince millones de dólares (US $ 15.000.000,00 dólares) por quien de información para su captura.
Alex Saab fue detenido el 12 de junio de 2020 en el aeropuerto internacional Amílcar Cabral de Cabo Verde según anuncio del Departamento de Justicia de Estados Unidos, es señalado como el principal testaferro de Nicolás Maduro.
El 18 de junio el Departamento del Tesoro de EE.UU sancionó una red dirigida por Alex Saab y el ministro Tareck El Aissami Maddah bajo la modalidad de un programa "petróleo por alimentos" las empresas involucradas son Libre Abordo S.A., que tiene su sede en Ciudad de México, y Schlager Business Group, y las siguientes personas Joaquín Leal Jiménez, Olga María Zepeda Esparza, de nacionalidad mexicana, y su madre, Verónica Esparza García. El 18 de diciembre el gobierno de Estados Unidos sanciona a EX-CLE Soluciones Biométricas, empresa encargada de prestar servicio al CNE en las elecciones parlamentarias del 6 de diciembre, calificadas como fraudulentas.
En 2022 se llevaron a cabo negociaciones entre ambos países que terminaron con la liberación de los directivos de Citgo detenidos en Venezuela y la liberación de los sobrinos de Cilia Flores, primera dama, Franqui Flores y su primo Efraín Castro Flores, quienes estaban bajo arresto por 18 años tras una condena por narcotráfico. En noviembre de ese año el secretario de Estado Anthony Blinken negoció la flexibilización de las sanciones y la ampliación de las operaciones de Chevron en Venezuela.
Tras los resultados de las elecciones presidenciales de 2024, el secretario de Estado Antony Blinken declaró que «tenemos serias preocupaciones de que los resultados anunciados no reflejen la voluntad ni los votos del pueblo venezolano... la comunidad internacional está observando esto muy de cerca y responderá en consecuencia». Anthony Blinken declaró el 1 de agosto: «Dada la abrumadora evidencia, está claro para Estados Unidos y, lo que es más importante, para el pueblo venezolano, que Edmundo González Urrutia obtuvo el mayor número de votos en las elecciones», manifestando su deseo de que los partidos venezolanos lograran una «transición pacífica». Tras la sentencia del TSJ el 22 de agosto avalando la victoria de Nicolás Maduro para su tercer periodo, los gobiernos de Argentina, Chile, Costa Rica, Ecuador, Estados Unidos, Guatemala, Panamá́, Paraguay, Perú, República Dominicana y Uruguay emitieron un comunicado al día siguiente rechazando la sentencia.

### Guatemala
El presidente Alejandro Giammattei cerró la embajada de Guatemala en Caracas en 2020 y rompió relaciones diplomáticas con el gobierno de Maduro.

### Guyana
La crisis de la Guayana Esequiba fue un conflicto diplomático que inició el 1 de noviembre de 2023 entre Guyana y Venezuela, relativa a la disputa territorial sobre la Guayana Esequiba, que se encuentra bajo control por la primera.
Tras la concesión a varias petroleras, entre esas, ExxonMobil, para la explotación de hidrocarburos en aguas reclamadas por Venezuela, el gobierno de Maduro convocó a un referéndum en Venezuela en el que se preguntó si la región debía convertirse oficialmente en un Estado de Venezuela y su población en ciudadanos, entre otras cuestiones. Aunque se informó que la participación fue baja, el Gobierno venezolano declaró que los resultados mostraban un apoyo abrumador a dicha acción. Venezuela tomó entonces medidas adicionales para hacer valer su reclamo, como la publicación de mapas que mostraban el territorio anexado al país y el anuncio de planes para desarrollar la región.

### Honduras
En 2019 Honduras retiró al encargado de negocios en Caracas y reconoció a Juan Guaidó como presidente. Ambos países rompieron relaciones hasta 2022, cuando fueron reanudadas.

### Irán
Las relaciones comerciales y económicas entre Venezuela e Irán se inició durante el gobierno de Hugo Chávez, desde un principio criticadas; desde 2014 con la crisis petrolera en Venezuela el gobierno a recurrido durante el 2020 a la importación desde Irán de petróleo e insumos para la refinación. Los problemas generados en las refinerías del país durante los años 2020 a 2022 por falta de capital de inversión, de mantenimiento y mano de obra calificada, hicieron que el gobierno en mayo de 2022 entregara la Refinería El Palito través de un convenio millonario el mantenimiento y puesta de producción de la planta, en junio Nicolás Maduro y Ebrahim Raisi firman un convenio de cooperación entre Venezuela e Irán a 20 años. A finales de julio se da la noticia que Nicolás Maduro ha cedido un millón de hectáreas cultivables al gobierno de Irán. Esta decisión según la constitución no podía ejecutarse sin la consulta a la población de acuerdo al artículo 13. Desde el convenio en mayo en 2022 varios cientos de trabajadores han sido despedidos de la refinería el Palito según afirman los sindicatos de trabajadores.

### Panamá
El 29 de julio de 2024, el presidente Mulino anunció la suspensión de las relaciones entre ambos países, tras desconocer y denunciar irregularidades en torno al anuncio de la victoria presidencial de Maduro en las elecciones. El 29 de julio el gobierno de Maduro ordenó la expulsión del país del personal diplomático de la Embajada panameña en Venezuela. La Internacional Socialista condenó la expulsión del cuerpo diplomático panameño.
El 2 de agosto de 2024 el presidente Mulino anunció que Panamá se unía al reconocimiento de Edmundo González Urrutia como presidente electo. Tras la sentencia del TSJ el 22 de agosto avalando la victoria de Nicolás Maduro para su tercer periodo, los gobiernos de Argentina, Chile, Costa Rica, Ecuador, Estados Unidos, Guatemala, Panamá́, Paraguay, Perú, República Dominicana y Uruguay emitieron un comunicado al día siguiente rechazando la sentencia.

### Paraguay
El 10 de enero de 2019 el gobierno de Mario Abdo Benítez rompió relaciones con Venezuela y el cierre de la embajada paraguaya en Caracas. Las relaciones fueron restablecidas en noviembre de 2023 tras la llegada de Santiago Peña.

### Perú
Después de los resultados de las elecciones presidenciales de 2024, el canciller peruano, Javier González-Olaechea, declaró que Perú «no aceptará la violación de la voluntad popular del pueblo venezolano», desconociendo estos. El 29 de julio el gobierno de Maduro ordenó la expulsión del país del personal diplomático de la Embajada peruana en Venezuela. La Internacional Socialista condenó la expulsión del cuerpo diplomático peruano. Tras los resultados divulgados por la Plataforma de la Unidad Democrática, que contradicen los del CNE, Perú reconoció como presidente electo a Edmundo González Urrutia. Tras la sentencia del TSJ el 22 de agosto avalando la victoria de Nicolás Maduro para su tercer periodo, los gobiernos de Argentina, Chile, Costa Rica, Ecuador, Estados Unidos, Guatemala, Panamá́, Paraguay, Perú, República Dominicana y Uruguay emitieron un comunicado al día siguiente rechazando la sentencia.

### República Dominicana
Tras las elecciones presidenciales de 2024, la Cancillería dominicana se sumó a un comunicado junto a los cancilleres de Argentina, Costa Rica, Ecuador, Panamá, Paraguay, Perú y Uruguay, pidiendo garantías de que el gobierno respetaría el resultado de las elecciones. El 29 de julio el gobierno de Maduro ordenó la expulsión del país del personal diplomático de la Embajada dominicana en Venezuela. La Internacional Socialista condenó la expulsión del cuerpo diplomático dominicano. Tras la sentencia del TSJ el 22 de agosto avalando la victoria de Nicolás Maduro para su tercer periodo, los gobiernos de Argentina, Chile, Costa Rica, Ecuador, Estados Unidos, Guatemala, Panamá́, Paraguay, Perú, República Dominicana y Uruguay emitieron un comunicado al día siguiente rechazando la sentencia.
El 2 de septiembre de 2024 el avión presidencial venezolano fue decomisado en República Dominicana y llevado a Estados Unidos por orden de las autoridades estadounidenses, quienes alegaron que fue comprado de manera ilegal a través de una empresa fantasma y sacada del país por contrabando.

### Uruguay
El 13 de febrero de 2024 el presidente Luis Lacalle Pou dijo que «rompe los ojos» el hecho de que en Venezuela «hay una dictadura». El 17 de febrero, el expresidente José Mujica declaró: «El de Venezuela es un gobierno autoritario, (a Maduro) se lo puede llamar dictador».
Tras los resultados de las elecciones de 2024 el presidente Luis Lacalle Pou declaró que «El proceso hasta el día de la elección y el del escrutinio claramente estuvo viciado. No se puede reconocer un triunfo si no se confía en la forma y los mecanismos utilizados para llegar a él» y que no reconocería los resultados del CNE que daban ganador a Nicolás Maduro. El 29 de julio el gobierno de Maduro ordenó la expulsión del país del personal diplomático de la Embajada uruguaya en Venezuela. La Internacional Socialista condenó los hechos. El 2 de agosto, el gobierno de Lacalle Pou reconoció a Edmundo González Urrutia como presidente electo. Tras la sentencia del TSJ el 22 de agosto avalando la victoria de Nicolás Maduro para su tercer periodo, los gobiernos de Argentina, Chile, Costa Rica, Ecuador, Estados Unidos, Guatemala, Panamá́, Paraguay, Perú, República Dominicana y Uruguay emitieron un comunicado al día siguiente rechazando la sentencia.

### Organismos internacionales

#### OEA
El 10 de enero de 2019 después de juramentarse ante el Tribunal Supremo de Justicia minutos después, la Organización de Estados Americanos, en una reunión extraordinaria de su Consejo Permanente, aprobó una resolución en la que se declara ilegítimo a Maduro como presidente de Venezuela, instando a que se convocaran nuevas elecciones.

#### Oficina del Alto Comisionado de las Naciones Unidas para los Derechos Humanos
El 20 de febrero de 2024 Nicolás Maduro ordenó el cierre de las oficinas de la Comisión de DDHH. La portavoz del Alto Comisionado, Ravina Shamdasani, lamentó la decisión, y afirmó que «nuestros principios rectores han sido y seguirán siendo la promoción y la protección de los derechos humanos» de los venezolanos, mientras que una vocera de esa institución dijo que los integrantes de esa oficina continúan sus labores desde Panamá.  El 19 de marzo de 2024 la Oficina del Alto Comisionado de las Naciones Unidas para los Derechos Humanos (ACNUDH) documentó al menos 18 desapariciones forzadas y tortura en Venezuela durante 2023 perpetradas por fuerzas de inteligencia y fuerzas de seguridad. Entre los que destacan Rocío San Miguel, detenida el pasado 9 de febrero, y Javier Tarazona, director de FundaRedes, privado de su libertad desde el 2 de julio del año 2021.

#### Corte Penal Internacional
En febrero de 2018, la Corte Penal Internacional (CPI) abrió un examen preliminar sobre posibles crímenes de lesa humanidad; Nicolás Maduro ha recibido la visita en cuatro oportunidades al Fiscal de la Corte Penal Internacional Karim Khan. En junio de 2023 la Sala de Cuestiones Preliminares autorizó al fiscal Khan a continuar las investigaciones sobre crímenes de lesa humanidad en Venezuela. En su última visita Khan en abril de 2024, aperturó una oficina de la Corte en la avenida Francisco de Miranda urbanización Los Palos Grandes, Municipio Chacao, Caracas.

#### Unión Europea
El 18 de enero de 2018 la UE aprobó sancionar a siete funcionarios del gobierno de Nicolás Maduro, señalados por la primera como responsables de la represión en el país imponiéndoles así una congelación de activos y la prohibición de entrada a la UE. Desde el 25 de febrero de 2021 no hay embajadores en ninguna de las dos jurisdicciones.
El 13 de mayo de 2024 la Unión Europea retira temporalmente las sanciones al actual presidente del Consejo Nacional Electoral Elvis Amoroso, funcionario venezolano hasta el 10 de enero de 2025. El 19 de junio de 2024 el Parlamento español pide por unanimidad al gobierno de Maduro que la Unión Europea sea observadora en las presidenciales El CNE condicionó una nueva invitación a los observadores de la Unión Europea para que presencien las presidenciales del 28 de julio con el levantamiento de todas las sanciones a Venezuela.

## Oposición
Durante el gobierno de Maduro especialmente desde mediados de 2020, se han cometido intervenciones y abusos de parte de la justicia venezolana y fuerzas de seguridad, controladas a plenitud por el gobierno de Maduro, hacia varios partidos políticos principales del país, tanto de la oposición, como de la izquierda chavista.

### Crisis presidencial

Composición de la Asamblea Nacional (2015-2020): en rojo el PSUV, partido oficialista.

La crisis presidencial de Venezuela es una crisis política en torno a la legitimidad de quién ocupa la presidencia de Venezuela, después de la toma de posesión de Nicolás Maduro el 10 de enero de 2019, la IV Legislatura de la Asamblea Nacional de Venezuela declarara que Nicolás Maduro estaba “usurpando” el cargo de presidente y que Juan Guaidó —en calidad de presidente de la Asamblea Nacional— tomara juramento como presidente encargado del país.

#### Cuestionamientos desde el oficialismo
Los primeros signos importantes de una crisis inminente se mostraron cuando Christian Zerpa, magistrado de la Sala Electoral del Tribunal Supremo de Justicia de Venezuela, abandonó su puesto y se exilió en Estados Unidos días antes de la inauguración presidencial del 10 de enero de 2019. Zerpa dijo que Maduro es «incompetente» e «ilegítimo».

#### Falta de reconocimiento internacional
Muchos países y organismos supranacionales se unieron a la Asamblea Nacional argumentando que el gobierno de Maduro era ilegítimo. Esto llevó al cierre de relaciones diplomáticas por parte de varios de ellos y a solicitudes de que Maduro renunciara o fuera removido. Otros organismos, como el ALBA, han apoyado la elección de Maduro y han pedido a la oposición que acepte su presidencia.

#### Detención de Juan Guaidó

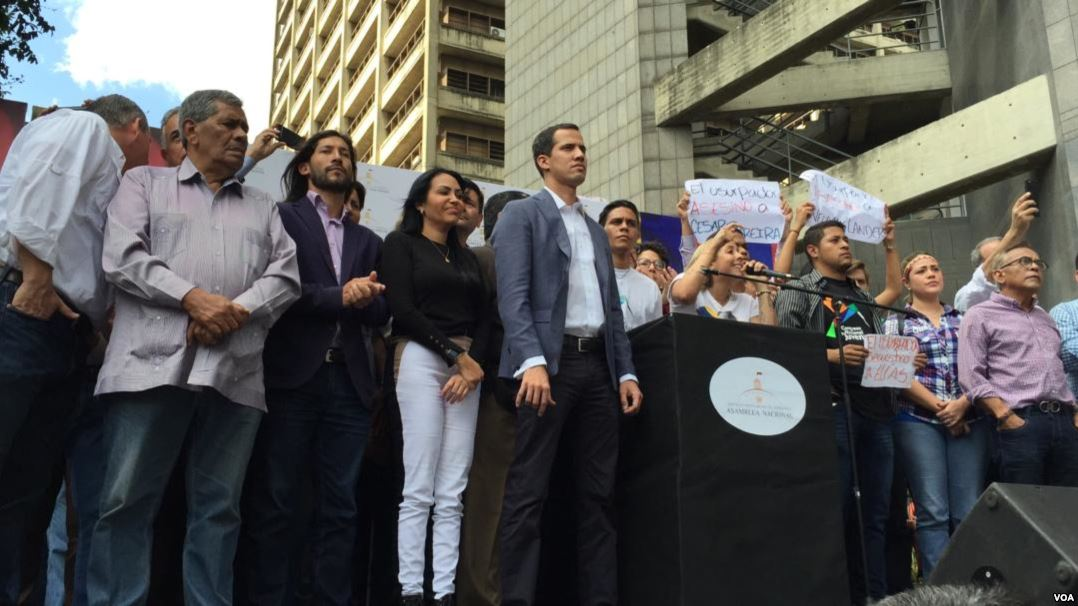
Guaidó en el cabildo abierto, 11 de enero de 2019

El 13 de enero de 2019, mientras se dirigía hacia La Guaira para asistir al cabildo abierto convocado ese día, fue interceptado por agentes del Servicio Bolivariano de Inteligencia Nacional (SEBIN) y detenido, según informó su esposa, Fabiana Rosales, siendo liberado minutos más tarde. El Grupo de Lima condenó el hecho, al igual que el secretario de la OEA, Luis Almagro.

#### Protestas en Venezuela de 2019

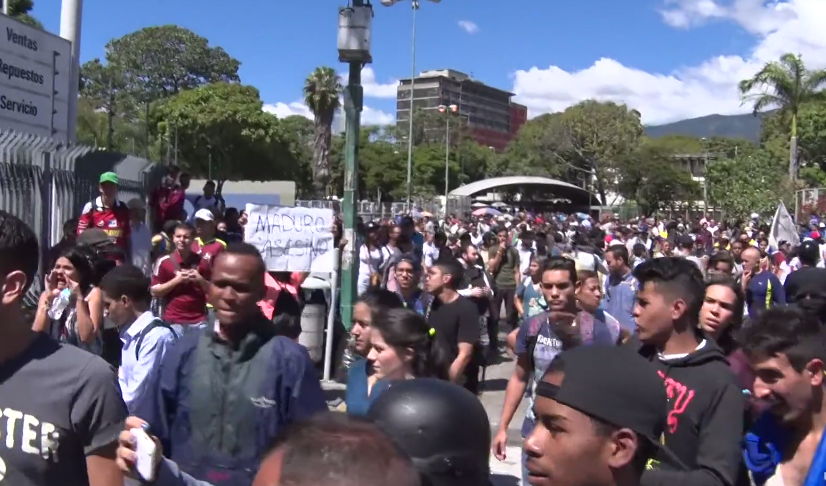
Protestas contra Nicolas Maduro durante su segunda toma de posesión

Las protestas en Venezuela fueron una serie de manifestaciones a nivel nacional e internacional; en contra del dictador Nicolás Maduro, originadas por la crisis presidencial que se produjo cuando la Asamblea Nacional nombró como presidente transitorio e interino a Juan Guaidó. Estas protestas saldaron más de 107 muertes. más de 500 heridos y 956 detenciones (al menos 77 niños).
La Fundación Redes denunció ante la fiscalía de Colombia que grupos armados integrados por miembros del ELN y de las disidencias de las FARC, con apoyo de la Policía Nacional Bolivariana (Fuerzas de Acciones Especiales), asesinaron a dos venezolanos, Eduardo José Marrero y Luigi Ángel Guerrero, durante una protesta el 23 de enero en la ciudad fronteriza de San Cristóbal, en el estado Táchira. Otros manifestantes resultaron heridos por arma de fuego durante el ataque.

### Levantamiento contra Nicolás Maduro de 2019

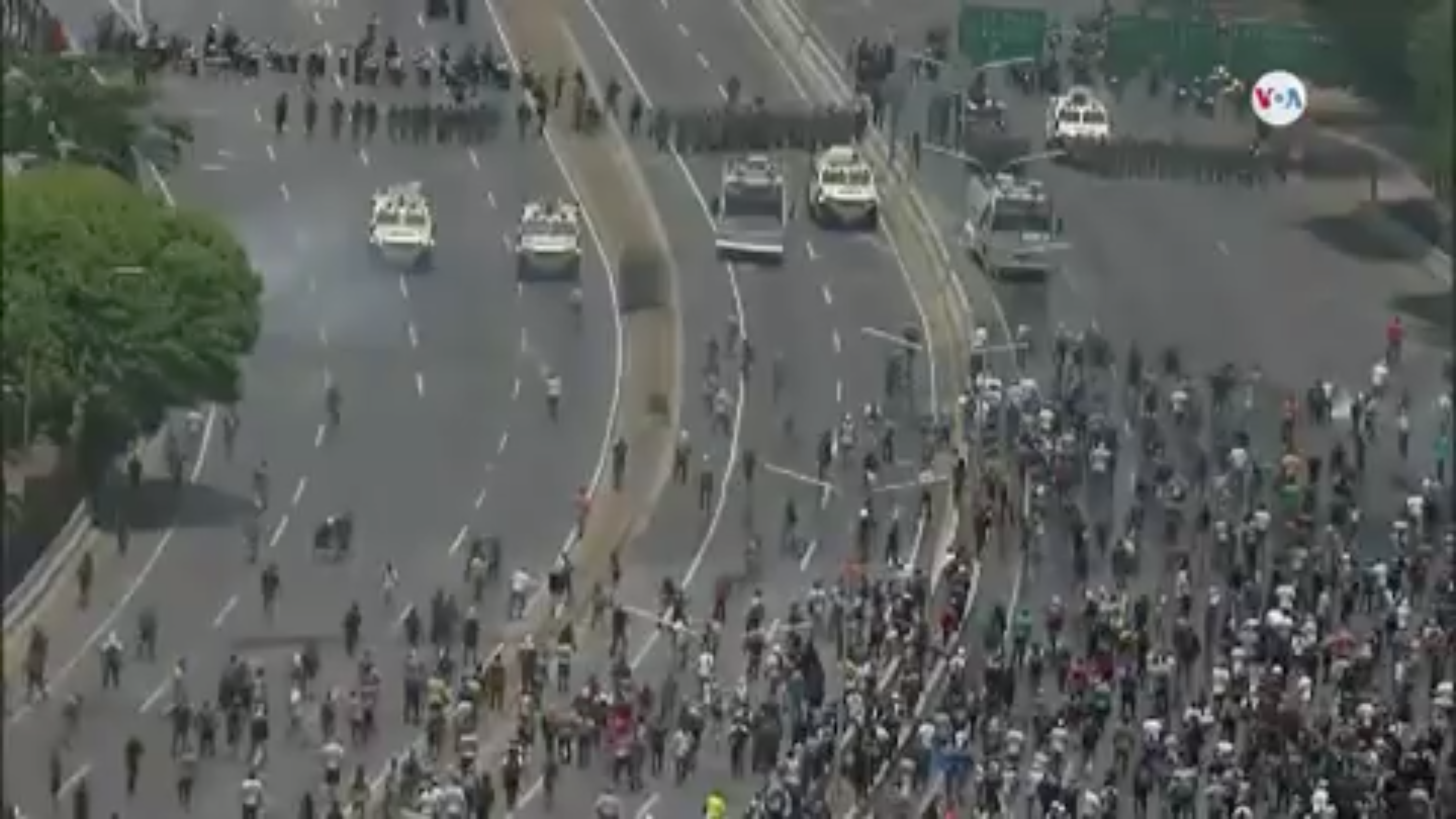
Protestas civiles en favor del levantamiento contra el gobierno de Nicolás Maduro.

El 30 de abril de 2019, se produjo un alzamiento militar en las afueras de la base aérea La Carlota, en Caracas, con la presencia de Leopoldo López y Juan Guaidó. Fue una insurrección cívico-militar que se dio con la intención de derrocar al gobierno de Nicolás Maduro. Se desarrollaron focos en las grandes ciudades de Venezuela: Caracas, Maracaibo, Valencia, Barquisimeto, Ciudad Guayana, San Cristóbal, Mérida, Maracay, Coro, Punto Fijo, Barcelona-Puerto La Cruz y La Guaira. El levantamiento saldo con 4 manifestantes muertos, 230 heridos y 205 detenidos.

### Proyecto de referéndum revocatorio de 2022

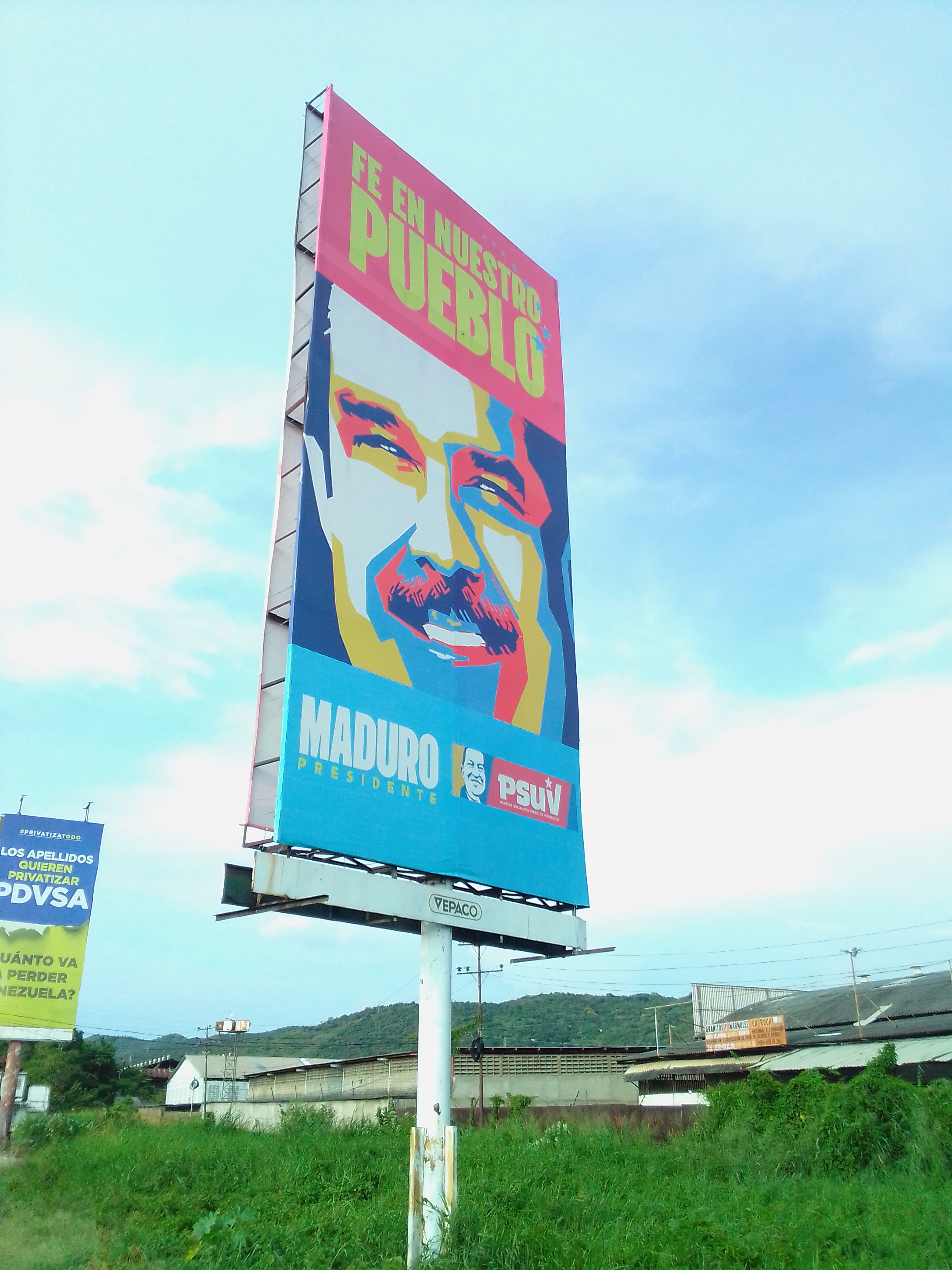
Valla con propaganda electoral de Nicolás Maduro

El proyecto de referéndum revocatorio de Venezuela fue un proyecto de referéndum revocatorio de la oposición política durante el segundo periodo de la gestión de Nicolás Maduro. El Consejo Nacional Electoral (CNE) anunció que la recolección de firmas necesarias para la activación del referéndum, equivalentes al 20% del padrón electoral, tendría lugar el 26 de enero, un día laborable. El CNE fue criticado por decidir que la recolección se realizara en un solo día, imponiendo recoger cuatro millones de firmas en doce horas.

### Protestas de 2024
Las protestas en Venezuela de 2024 fueron una serie de manifestaciones, las cuales se produjeron tras las elecciones presidenciales del 28 de julio, después del inicio de una crisis política debido a las denuncias de fraude electoral de la oposición. Las elecciones y las manifestaciones subsecuentes, ocurrieron en el contexto de una crisis social, política, económica y energética.  
Tras las elecciones, Nicolás Maduro fue proclamado el 29 de julio pasado el mediodía, por el Consejo Nacional Electoral (CNE) como el candidato electo con sólo el 80% del escrutinio para un tercer período a meses antes del cambio de gobierno pautado. Hubo protestas en 20 de los 23 estados, junto con Caracas, surgidas de forma espontánea, sin convocatoria de políticos. Manifestantes tomaron el aeropuerto de Maiquetía y marcharon hacia el Palacio de Miraflores, sede presidencial. Ese día la oposición no convocó protestas; limitándose a pedir presencia en los centros de votación hasta tener las actas de escrutinio.
En respuesta a las protestas, hubo un fuerte despliegue de las fuerzas del orden y de colectivos en las calles de todo el país para controlar el descontento, varias organizaciones no gubernamentales junto a la Misión Internacional de la ONU denunciaron violencia contra los manifestantes. Como consecuencia de la respuesta gubernamental, se reportaron 25 asesinatos de manifestantes y más de 2229 detenciones, entre ellos 150 niños y adolescentes detenidos. La oposición convocó manifestaciones pacíficas nacionales e internacionales durante los días 2, 17 y 28 de agosto después de haber presentado gran parte de las actas emitidas por las máquinas de votación, recopiladas popularmente, y debatiendo los resultados del CNE, declarando por su parte como ganador a Edmundo González.